# Императорский Московский университет
Импера́торский Моско́вский университе́т (ИМУ, в 1755—1917 годах) — старейший из университетов Российской империи, учреждённый 12 (23) января 1755 года указом императрицы Елизаветы Петровны «Об учреждении Московского университета и двух гимназий», согласно проекту, выработанному меценатом и вельможей И. И. Шуваловым при участии М. В. Ломоносова.
Императорский Московский университет, учреждённый в 1755 году, стал первым классическим российским университетом. Создание университета стало возможным благодаря сотрудничеству М. В. Ломоносова с И. И. Шуваловым, просвещённым вельможей, фаворитом императрицы Елизаветы Петровны. В результате их совместной работы в июне—июле 1754 года был написан Проект об учреждении Московского университета, одобренный 19 июля Правительствующим сенатом. Среди причин, по которым университет планировалось открыть именно в Москве, его создатели называли «великое число в ней живущих дворян и разночинцев», центральное положение Москвы в Российском государстве, доступность жизни в Москве для приезжих и дешевизна их содержания, потребность жителей Москвы и окружающих губерний в хорошем образовании для своих детей. После принятия принципиального решения об открытии Московского университета указом Елизаветы Петровны от 8 (19) августа 1754 ему был передан «Аптекарский дом» у Воскресенских ворот Китай-города — первое из зданий Московского университета. Подготовку здания проводил архитектор князь Дмитрий Ухтомский, которому из средств Статс-конторы была выделена одна тысяча рублей. Торжественное открытие университета планировалось в том же (1754) году, однако из-за задержки с ремонтом здания было перенесено на начало следующего года.

## История

### 1755—1804

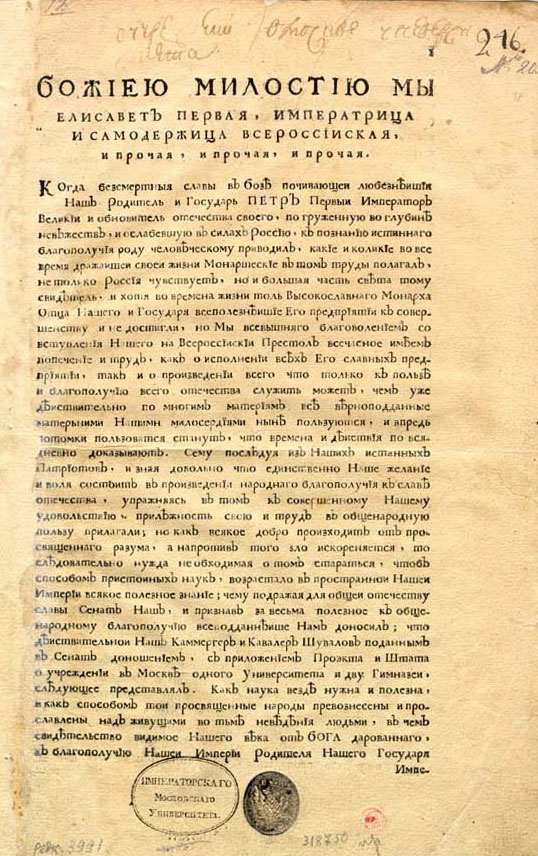
Указ об основании Московского университета

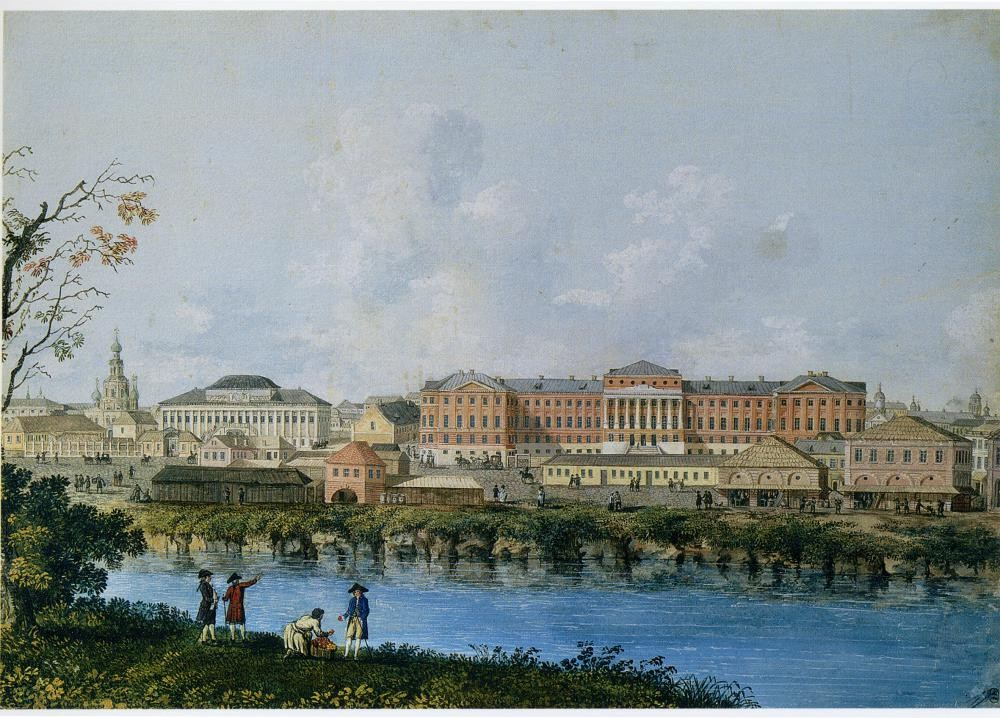
Московский университет и река Неглинная, слева церковь иконы Божией Матери «Знамение» на Шереметевом дворе. Акварель неизвестного художника (1790-е)

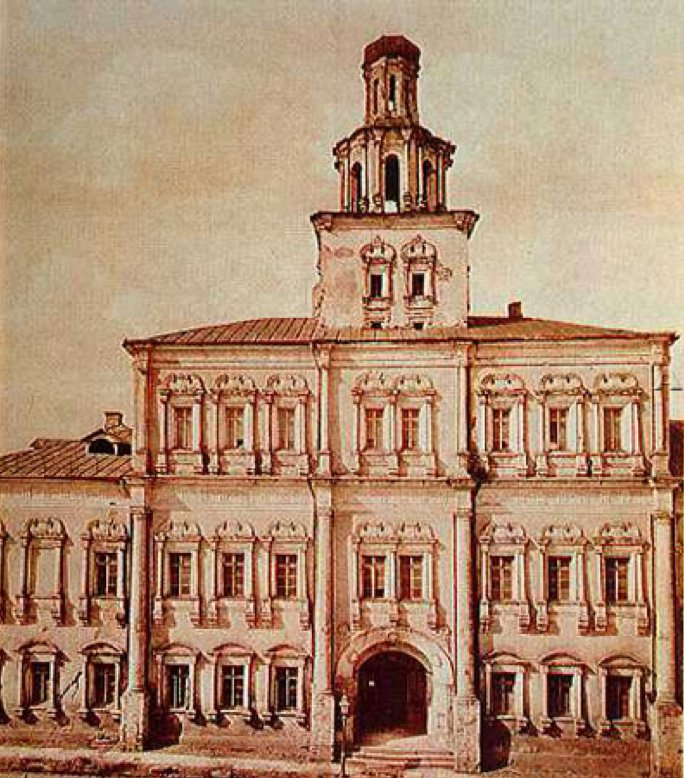
Фасад первого здания Московского университета в эпоху правления Елизаветы, XVIII век

Указ об учреждении Московского университета был подписан императрицей Елизаветой Петровной 12 (23) января 1755, в день памяти св. мученицы Татианы, ставшим впоследствии общероссийским праздником студенчества, Татьяниным днём. 26 апреля (7 мая) 1755 года состоялась инаугурация Московского университета, начиная с которой следует отсчитывать начало его преподавательской деятельности.

…Сему, последуя, из наших истинных патриотов и зная довольно, что единственно наше желание и воля состоит в произведении народного благополучия к славе отечества, упражняясь в том, к совершенному нашему удовольствию прилежность свою и труд в общенародную пользу прилагали; но как всякое добро происходит от просвещенного разума, а напротив того, зло искореняется, то, следовательно, нужда необходимая о том стараться, чтоб способом пристойных наук возрастало в пространной нашей империи всякое полезное знание; чему подражая для общей отечеству славы, Сенат наш, и признав за весьма полезное к общенародному благополучию, всеподданнейше нам доносил, что действительный наш камергер и кавалер Шувалов поданным в Сенат доношением, с приложением проекта и штата о учреждении в Москве одного Университета и двух гимназий, следующее представлял: как наука везде нужна и полезна, и как способом той просвещенные народы превознесены и прославлены над живущими во тьме неведения людьми, в чём свидетельство видимое нашего века от Бога дарованного, к благополучию нашей империи родителя нашего государя императора Петра Великого доказывает, который божественным своим предприятием исполнение имел через науки, бессмертная его слава оставила в вечные времена, разум превосходящие дела, в толь краткое время перемена нравов и обычаев и невежеств, долгим временем утвержденных, строение градов и крепостей, учреждение армии, заведение флота, исправление необитаемых земель, установление водяных путей, все к пользе общего житья человеческого, и что наконец все блаженство жизни человеческой, в которой бесчисленные плоды всякого добра всечастно чувствам представляются; и что пространная наша империя установленною здесь дражайшим родителем нашим, государем Петром Великим, Санктпетербургскою Академиею, которую мы между многими благополучиями своих подданных милосердиями немалою суммою против прежнего к вящей пользе и к размножению и ободрению наук и художеств, всемилостивейше пожаловали, хотя оная со славою иностранною и с пользою здешнею плоды свои и производит, но одним оным ученым корпусом довольствоваться не может…
…все ж почти помещики имеют старание о воспитании детей своих, не щадя иные по бедности великой части своего имения и ласкаясь надеждою произвести из детей своих достойных людей в службу нашу, а иные, не имея знания в науках или по необходимости не сыскав лучших учителей, принимают таких, которые лакеями, парикмахерами и другими подобными ремеслами всю жизнь свою препровождали; и показывая он камергер и кавалер Шувалов, что такие в учениях недостатки реченным установлением исправлены будут, и желаемая польза надежно через скорое время плоды свои произведет, паче ж когда довольно будет национальных достойных людей в науках, которых требует пространная наша империя к разным изобретениям сокровенных в ней вещей, и ко исполнению начатых предприятиев и ко учреждению впредь по знатным российским городам российскими профессорами училищ, от которых и в отдаленном простом народе суеверие, расколы и тому подобные от невежества ереси истреблятся.
Того ради мы, признавая упомянутого камергера и кавалера Шувалова представление, поданное нам через доклад от Сената, за весьма нужное и полезное нашей империи следующее к благополучию всего отечества, и которое впредь к немалой пользе общего добра быть может, всемилостивейше конфирмовали, и надеемся несомненно, что все наши верноподданные, видя толь многие наши об них матерния попечения, как и сие весьма потребное учреждение, простираться станут детей своих, пристойным образом воспитав, обучить и годными через то в службу нашу и в славу отечества представить…
— Указ об учреждении Московского университета
Московский университет был основан в составе трёх факультетов («базового» философского факультета и двух «высших» факультетов — юридического и медицинского) и десяти кафедр. Отличием Московского университета от классического европейского было отсутствие четвёртого — богословского, ибо было решено, что в России это дело Священного синода, а не государственного учреждения.
Подбор профессоров и высший надзор за университетом осуществляли его кураторы, первым из которых был назначен Иван Иванович Шувалов. Ни в официальных документах, представленных в Сенат, ни в речах, произнесённых на открытии университета, имя Ломоносова даже не было упомянуто. По мнению историка М. Т. Белявского, «Шувалов не только присвоил себе авторство проекта и славу создателя университета», но и «значительно испортил ломоносовский проект, внеся в него ряд положений, против которых с такой страстью боролся Ломоносов и другие передовые русские учёные в Академии наук». Управление текущими делами университета осуществляла канцелярия университета во главе с директором. В обязанности директора входило управление доходами университета, попечение о его благосостоянии и наблюдение за преподаванием. Университет подчинялся напрямую Сенату, минуя органы местного управления, а важнейшие университетские дела по докладу куратора должна была рассматривать сама императрица. В названии университета употреблялось слово «Императорский» (в первые годы также — «Елизаветинский»), что подчёркивало его особое положение среди других учебных учреждений Российской империи. Университету был дарован ряд привилегий. Штатное финансирование университета целиком осуществлялось за счёт государства и постепенно возрастало в XVIII веке в связи с расширением преподавания. С 1756 года в университете начала печататься первая газета Москвы — «Московские ведомости», выпуск которой не прерывался до ноября 1917 года.

26. Понеже науки не терпят принуждения и между благороднейшими упражнениями человеческими справедливо счисляются, того ради как в Университет, так и в гимназию не принимать никаких крепостных и помещиковых людей; однако ежели который дворянин, имея у себя крепостного человека сына, в котором усмотрит особливую остроту, пожелает его обучить свободным наукам, оный должен наперед того молодого человека объявить вольным и, отказавшись от сего права и власти, которую он прежде над ним имел, дать ему уволительное письмо за своею рукою и за приписанием свидетелей, при том же повинен он за себя и за наследников своих обязаться давать оному ученику пристойное содержание, доколе он при Университете счисляться будет, и до совершенного окончания наук ни под каким видом его не отлучать.
27. При допущении в Университет и в гимназию такого студента или ученика принять от него и хранить в университете данное ему от бывшего его господина письменное увольнение, и когда он науки свои порядочно окончает и от Университета с аттестатом отпущен будет для определения в службу государеву или на вольное пропитание, тогда вручить ему паки помянутое письмо прежнего его господина и дать волю, чтобы никаким образом никто его в холопство привести не мог; ежели же имев волю и пользуясь одним тем, будет в худых поступках, то такого выписать вон и отдать как его, так и увольнительное письмо его помещику.
— Высочайше утвержденный проект об учреждении Московского Университета
Особенностью университета было наличие в его составе гимназии из двух отделений (для дворян и для разночинцев), учреждённой, по мысли М. В. Ломоносова, чтобы обеспечить постоянный приток студентов в университет и дать им необходимую начальную подготовку для слушания лекций. В университете дворяне и разночинцы учились вместе. Наряду со своекоштными студентами в университете была введена категория казённокоштных студентов для выходцев из беднейших слоёв населения, дававшая им возможность получить высшее образование на полном государственном обеспечении. Для размещения дворян, желавших жить и учиться при университете, был основан Благородный пансион (1779), превратившийся (в конце XVIII — начале XIX вв.) в элитарное учебное заведение, воспитательная система которого послужила образцом при создании пансионов и лицеев в других городах России.
В XVIII веке Московский университет делился на три факультета: факультет права, факультет медицины и факультет философии. На юридическом факультете полагалось три профессора: юриспруденции всеобщей, российской и политики; на медицинском — три: химии, натуральной истории и анатомии, в связи с медицинской практикой; на философском — четыре: философии, в состав которой входили логика, метафизика и нравоучение, физики экспериментальной и теоретической, красноречия, истории всеобщей и русской, с древностями и геральдикой. Чтение лекций происходило в течение пяти дней недели; по субботам бывали заседания конференции из всех профессоров под председательством директора.
Во главе университета стояли два куратора: Иван Иванович Шувалов, носивший звание «первого куратора» и занимавший эту должность до своей смерти (1797), и архиятр Блюментрост, носивший почётный титул и умерший вскоре после открытия университета. Кураторам вменялось в обязанность вносить в Правительствующий сенат на рассмотрение инструкции для профессоров и учителей, законы для студентов университета и учеников гимназии. Первым директором был назначен коллежский советник Алексей Михайлович Аргамаков.
Как профессора, так и студенты были подсудны особому университетскому суду. В университет принимались молодые люди по особому экзамену, производимому профессорами; крепостные в число студентов не принимались. Занятия студентов, кроме слушания лекций публичных и, для желающих, приватных, состояли в ежемесячных диспутах, происходивших под руководством профессоров. Такие же диспуты происходили в конце каждого полугодия в присутствии любителей наук; курс учения был трёхлетний. По окончании курса студенты получали аттестаты, по которым они определялись на гражданскую службу.
На содержание университета вместе с гимназией была назначена по штату сумма в 10 000 рублей в год, но в первый же год существования университета начались пожертвования; так, П. А. Демидов пожертвовал в 1755 году 13 000 рублей, в 1757 году — 8000 рублей. Профессора в университет были большей частью выписаны из-за границы и только двое — Н. Н. Поповский (словесность и философия) и А. А. Барсов (математика и словесность) — были определены из воспитанников Академии наук. Первое место между профессорами занимали И. М. Шаден и Ф. Г. Дильтей. В 1761 году в числе математиков встречаются русские имена Д. В. Савича и С. Лобанова. Преподавание происходило большей частью на латинском языке. Число студентов, доходившее в 1758 году до 100 человек, всё увеличивалось, но многие кафедры оставались незамещёнными, и вообще положение университета было печальное. Екатерина II в конце 1765 года поручила профессорам высказать свои соображения о способах улучшения состояния университета. Однако профессора в своих ответах гораздо больше останавливались на улучшении своего материального положения, чем на усовершенствовании учебной части. В 1767 году русских профессоров было уже пять, но преподавание проводилось на латинском языке, на что обратила внимание императрица, высказавшая в указе от 19 ноября 1767 г. мысль о том, что «пристойнее было бы в университете читать лекции на русском языке».
Развитие университета уже в первые годы потребовало приобретения для него новых зданий и расширения территории, и это привело к возникновению «университетского квартала» на Моховой улице. При Екатерине II университет переехал в здание на Моховой улице. Главный корпус — первое в России здание, спроектированное для размещения университета, было построено в период между 1782 и 1793 годами по проекту Матвея Казакова. Впоследствии, после Московского пожара 1812 года, четырёхэтажное здание было восстановлено архитектором Доменико Жилярди к 1819 году. В левом крыле здания с 1791 по 1812 год находилась университетская церковь.
М. М. Херасков основал университетский благородный пансион (1779), преобразованный в гимназию (1830). Университетская пресса была основана Н. И. Новиковым в 1780-х годах. Профессора Московского университета были чиновниками, состоявшими на преподавательской службе, а само учебное заведение — частью государственного аппарата. При университете издавалась наиболее популярная газета Российской империи — «Московские Ведомости».
В это время при университете начали создавать научные общества. При активном участии куратора университета И. И. Мелиссино при университете возникло «Вольное российское собрание» (1771—1787). Профессором И. Г. Шварцем было основано «Собрание университетских питомцев» (1781), в котором студенты читали и обсуждали свои литературные произведения, а затем «Дружеское учёное общество» (1782—1785). Из трудов университетских питомцев и составлялись, большей частью, сборники, издававшиеся Н. И. Новиковым в «Московских Ведомостях». В 1789 году при университете возникло «Общество любителей учёности».
Указ 29 сентября 1791 года дал университету право возводить окончивших медицинский факультет в учёную степень доктора с условием, чтобы экзамен на докторанта должен был производиться не иначе, как в присутствии депутации от медицинской коллегии. Реакция 1793—1796 гг. отразилась на преподавании в Московском университете: о русской истории и географии не давали никаких сведений, по русскому законодательству проф. З. А. Горюшкин учил только составлять прошения на всеподданнейшее имя и применять закон к данному случаю.

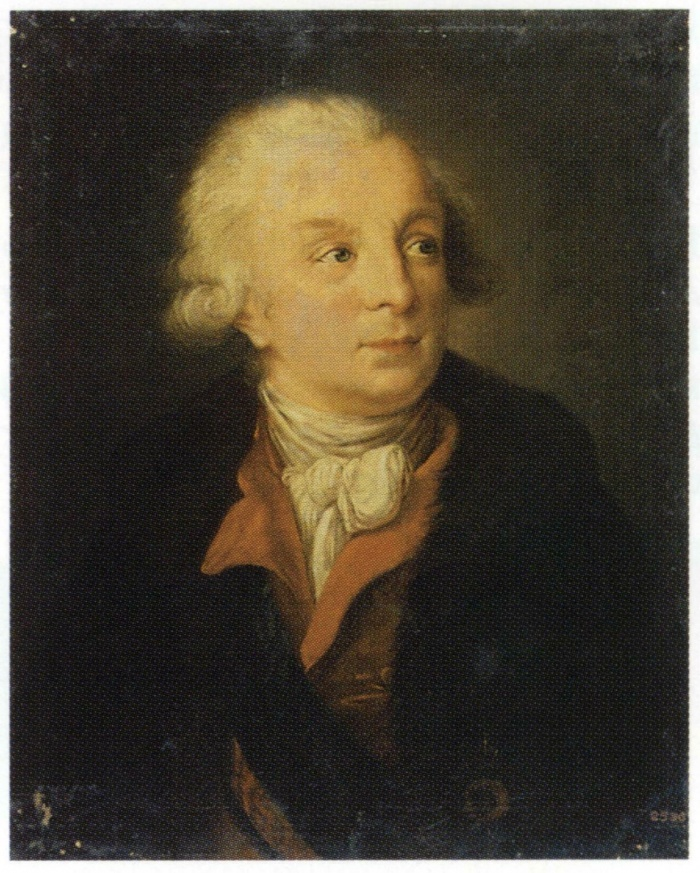
Иван Иванович Шувалов
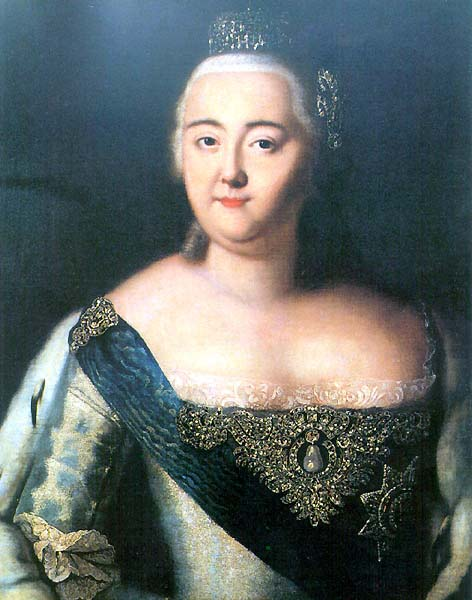
Императрица Елизавета Петровна
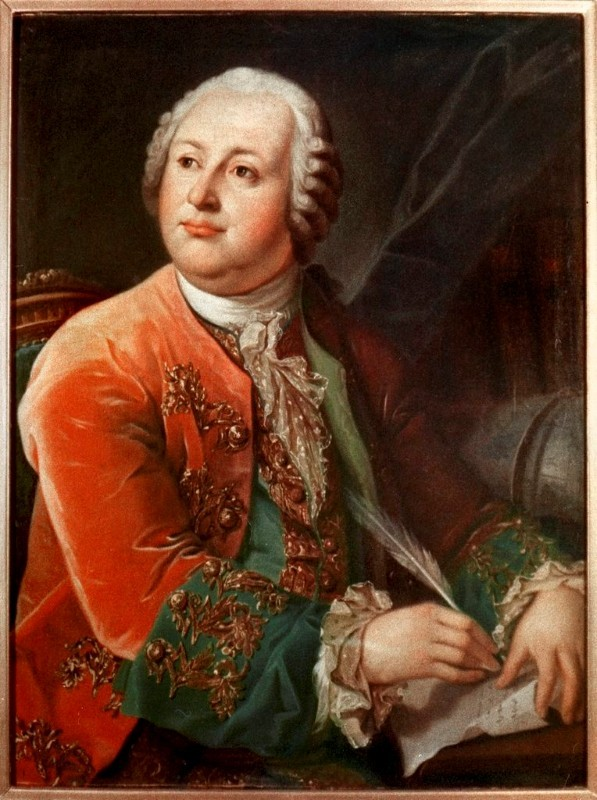
Михаил Васильевич Ломоносов

До конца 1770-х годов число принятых в студенты университета не превышало 25 человек в год, в 1780—1784 годах оно колебалось от 17 до 54 человек при среднем числе в 37 человек, в 1803—1809 годах оно колебалось от 28 до 61 человек. Число дворян составляло более трети от общего числа всех студентов университета второй половины XVIII — начала XIX века, но в целом обучение в университете в то время не было популярно среди дворян, «самое слово „студент“ звучало чем-то не дворянским». Среди студентов того времени преобладали разночинцы — дети солдат, мещан, купцов, мелких чиновников, врачей, аптекарей, учителей, но прежде всего дети священников. В первые годы существования Московского университета, когда ему не хватало студентов, практиковались прямые переводы туда учащихся из духовных учебных заведений. Многие студенты, затем ставшие профессорами университета, были именно сыновьями священников и сначала окончили духовные учебные заведения (медик Иван Андреевский, естествоиспытатель Иван Двигубский, математик Тимофей Перелогов, правовед Герасим Покровский и целый ряд других). Число выходцев из духовного сословия составляло около половины от общего числа студентов-разночинцев второй половины XVIII — начала XIX века и около трети общего состава учащихся.

### 1804—1917
Первый устав Императорского Московского университета (распространён тогда же на открывающиеся Харьковский и Казанский университеты, в 1824 году — на Санкт-Петербургский университет) был подписан императором Александром I в 1804 году вместе с Утвердительной грамотой Московского университета.
Университетский устав 1804 года

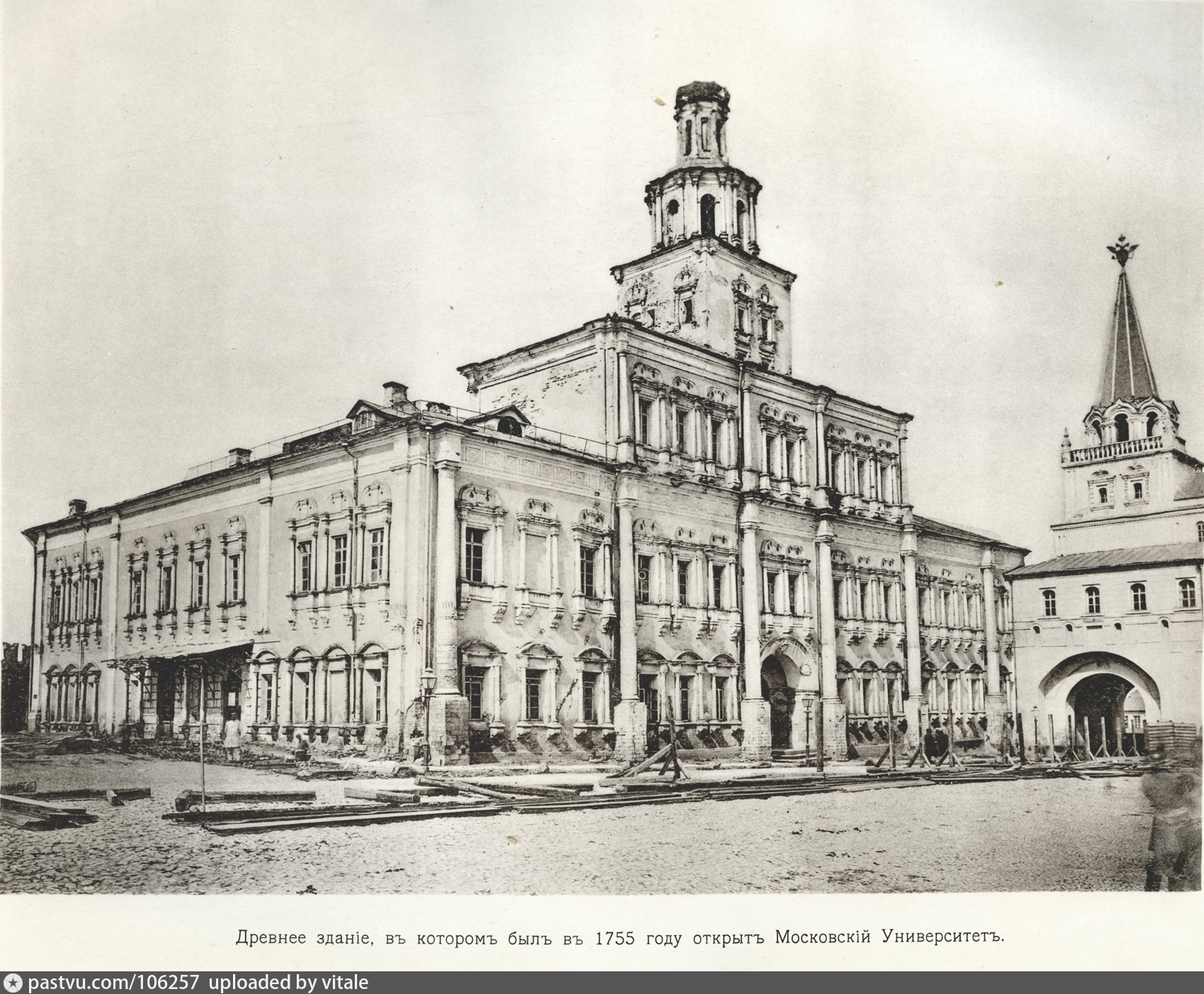
Здание Московского университета «Аптекарский дом» (слева) у Воскресенских ворот на Красной площади

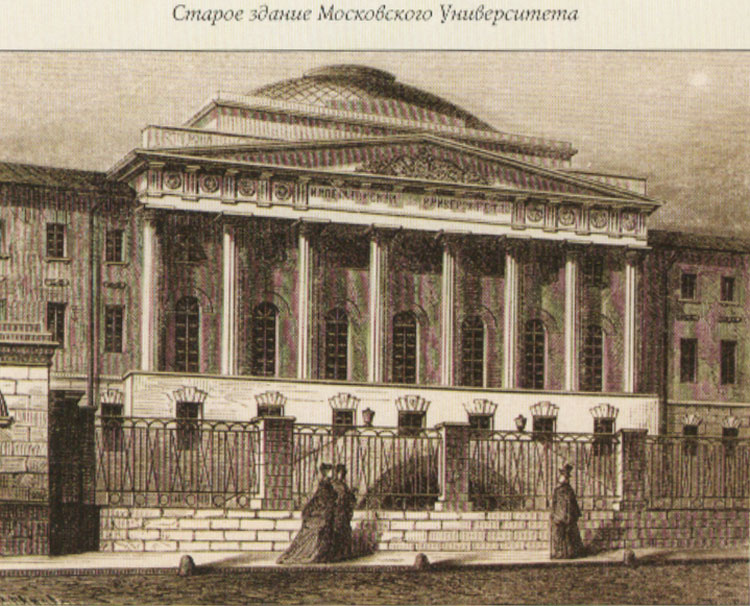
Казаковский корпус Московского университета на Моховой

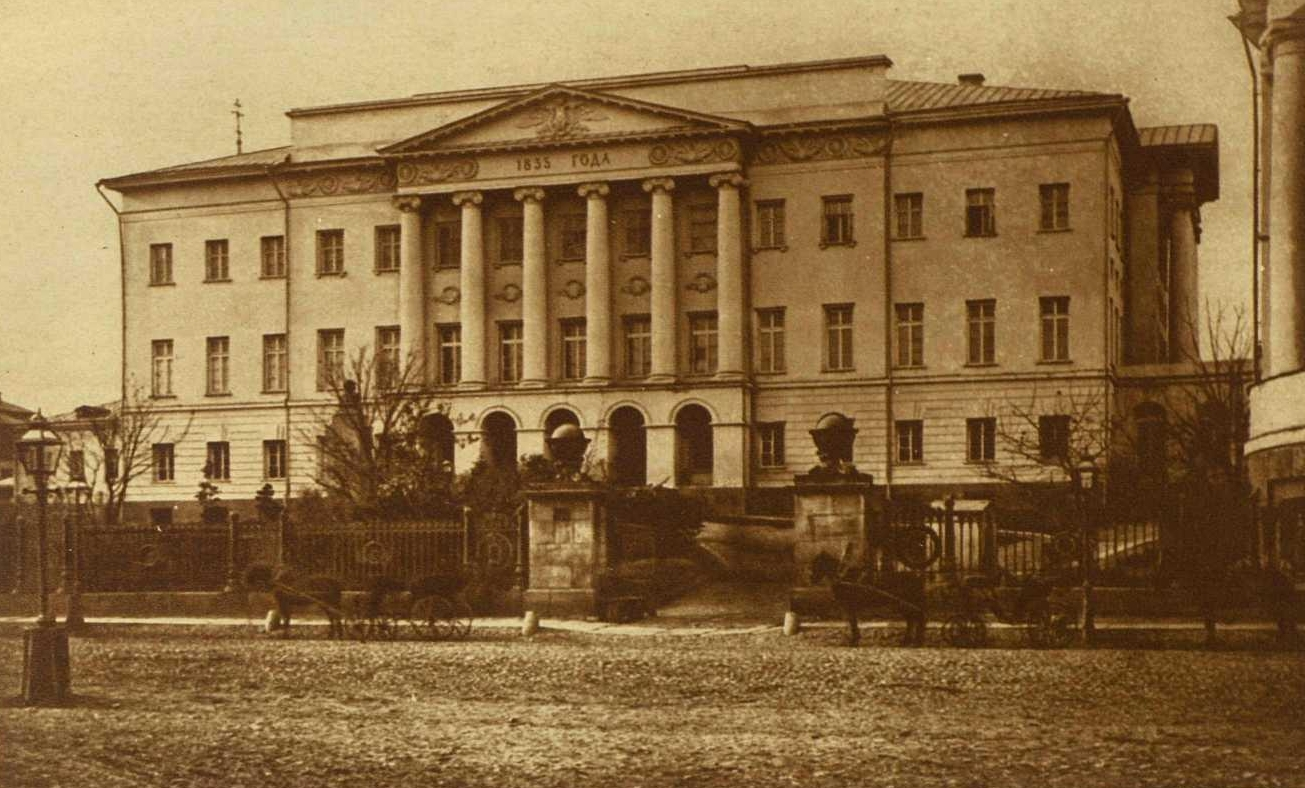
Аудиторный корпус Московского университета на Моховой

Московский университет был передан из ведения Сената в Министерство народного просвещения.
По новому «Уставу императорского Московского университета» от 5 ноября 1804 года управлять университетом должен был Совет университета, в который входили ординарные и заслуженные профессора во главе с ректором (адъюнкты и экстраординарные профессора также могли участвовать в заседаниях без права голоса).
Вместо кураторов стали назначаться попечители. Первым попечителем Московского университета был назначен М. Н. Муравьёв.
Ректор ежегодно избирался профессорским собранием (закрытым голосованием с помощью белых и чёрных шаров) и утверждался лично императором. Избранию подлежали и деканы факультетов. Первым выборным ректором стал историк и географ Х. А. Чеботарёв. На заседаниях Совета решались не только вопросы назначения профессоров, почётных членов, адъюнктов университета, но и назначение учителей в гимназии и училища округа, и даже ежегодное испытание учащихся. Заседания должны были проходить не реже одного раза в месяц, предусматривались и особые ежемесячные заседания для обсуждения новых открытий, опытов, наблюдений и исследований. Ежегодно Советом избирались деканы факультетов и через попечителя округа утверждались министром народного просвещения. Деканы с ректором университета образовывали Правление, которое было исполнительным органом университета. Низшей судебной инстанцией университетского суда был ректор, второй — Правление, третьей и высшей — Совет университета.
Университет был разделён на четыре отделения (факультета): нравственных и политических наук; физико-математических наук; словесных наук; врачебных и медицинских наук. В каждом отделении проводились свои собрания, на которых составлялось расписание, проводились испытания желающих получить учёную степень, рассматривались хозяйственно-финансовые вопросы. Медицинский факультет был разделён на кафедры: клиническая (терапия), хирургическая, акушерства. На юридическом факультете было введено преподавание прав естественного, народного и римского; профессор З. А. Горюшкин читал русское практическое судопроизводство, профессор Х. А. Шлёцер — политическую экономию; на медицинском факультете читали анатомию, судебную медицину, химию, практическую медицину, хирургию, повивальное искусство, физиологию, патологию и терапию; на философском преподавали латинскую и русскую словесность, российскую историю, общую энциклопедию наук, физику, логику, метафизику, оптику, геометрию, всеобщую историю, словесность французскую и немецкую.
Всего по уставу 1804 года было положено 28 кафедр. Русские профессора (И. М. Снегирёв, читавший антропологию, А. М. Брянцев и С. И. Любимов — философию, Л. А. Цветаев — римское право) были последователями немецкой науки. Из иностранных профессоров выделялись, кроме Шлёцера, И. Ф. Буле, читавший историю философии, и Христиан Юлий Людвиг Штельцер — юридические науки. Для увеличения влияния университета на общество в 1803—1805 гг. были открыты публичные курсы по естественной истории, физике, истории Европы и торговому праву. Эти лекции охотно посещались публикой. В 1803 году П. Г. Демидов пожертвовал университету 100 000 рублей, библиотеку, кабинет натуральной истории, минц-кабинет и собрание художественных редкостей. Княгиня Е. Р. Дашкова принесла в дар кабинет натуральной истории.
В XIX веке при Московском университете открылся целый ряд учёных обществ: «Московское общество истории и древностей Российских» (1804), «Московское физико-медицинское общество» (1805), «Московское общество испытателей природы» (1805), «Общество любителей российской словесности» (1811), «Общество любителей естествознания» (1863), «Московское математическое общество» (1864), «Московское юридическое общество» (1865), «Московское хирургическое общество» (1873), «Московское психологическое общество» (1885), «Московское общество детских врачей» (1887), «Русское библиографическое общество» (1889), «Историческое общество» (1893). Не прерывали деятельности с момента создания только два общества: Московское общество испытателей природы и Московское математическое общество.
При Московском университете открываются: Больница для страдающих глазами (1805), Клинический институт (1805), Повивальный институт и родильный госпиталь (1807).
Ко времени нашествия Наполеона в университете обучалось 215 студентов.
Отечественная война 1812 года стала серьёзным испытанием для Московского университета, потерявшего в московском пожаре, истребившем Москву, здания, музейные собрания, научное оборудование, библиотеку, архив и не досчитавшегося за время войны многих профессоров и студентов.
18 августа 1812 года в университете было получено распоряжение московского градоначальника Ф. В. Ростопчина о подготовке университета к эвакуации. Однако ещё до получения приказа был обнаружен недостаток финансов у университета, и это оставляло отправляющихся из Москвы профессоров без средств к существованию. Отрицательную роль, осложнившую положение университета, сыграл его попечитель П. И. Голенищев-Кутузов, который потребовал в середине августа от университета выдать ему 2 тыс. рублей для «известного ему употребления». Готовясь к отъезду, Правление университета составило список предметов, в расчёте на предоставление ему около 200 подвод с лошадьми. Однако ни Голенищев-Кутузов, ни Ростопчин не только не обеспечили, но наоборот, затрудняли эвакуацию университета (так, Ростопчин писал, что приготовлять к отправлению следует «самые только дорогие и значащие вещи», а остальные оставлять до времени, так же, как и воспитанников, «коих отправлять можно будет после»).
В результате несогласованных действий попечителя и московского градоначальника утром 30 августа 1812 года из Московского университета был отправлен обоз (52 подводы; 42 ящика с наиболее ценными экспонатами Музея натуральной истории, книгами, инструментами и приборами), но остававшиеся в университете профессора, студенты и гимназисты оказались брошенными на произвол судьбы. Они были готовы пешком выбираться из города, и буквально чудом ректору И. А. Гейму удалось добиться днём 1 сентября 1812 года выделения университету пятнадцати подвод, на которые погрузили университетскую казну, наиболее ценные книги и вещи (в частности, архивариус И. М. Снегирёв спас протоколы Конференции, относившиеся к первым годам существования университета). Профессор М. Т. Каченовский, уходя из брошенного начальством здания, взял с собой не свои личные вещи, а мешок с наиболее ценными экспонатами нумизматической коллекции и пешком добрался с ними до Нижнего Новгорода. Претерпевая в дороге многочисленные лишения, голод, болезни, обоз только 18 сентября 1812 года достиг Нижнего Новгорода, где Московский университет получил временное пристанище.
В ночь с 4 на 5 сентября 1812 года вспыхнул и сгорел дотла главный корпус университета на Моховой, а также почти все университетские здания на прилегающей территории (удалось спасти только здание анатомического театра и так называемый «ректорский дом»). Очевидцем пожара стал профессор Х. Ю. Л. Штельцер, оставшийся в Москве после прихода наполеоновских войск. Другие здания университета пострадали в ночь с 10 на 11 октября 1812 года от взрывов, устроенных по приказу Наполеона в Кремле.
В Нижнем Новгороде члены Московского университета разместились в здании губернской гимназии. В начале октября решался вопрос о дальнейшем переводе университета в Симбирск или Казань, однако уже в ноябре, узнав об отступлении французов и состоянии университетских зданий, профессора настаивали на возвращении в Москву с тем, чтобы скорее приступить к восстановительным работам. 16 декабря 1812 года в Москву вернулся ректор Гейм, к заслугам которого следует отнести быстрое налаживание работы университета в разорённом городе. 30 декабря 1812 года была создана временная комиссия по управлению университетом в составе ректора и четырёх старших из находящихся в Москве профессоров. Здания для временного размещения университета были найдены неподалёку от Моховой, в Долгоруковском переулке (дома Якоби и Козицкой). В мае 1813 года из Нижнего Новгорода вернулись последние профессора и обозы с имуществом университета. 17 августа 1813 года возобновились занятия всех четырёх факультетов университета. В сентябре была распущена временная комиссия, что стало свидетельством возвращения университета к нормальной жизни. В том же году было принято 129 студентов. Окончательное восстановление университета завершилось в 1814 году, с завершением реконструкции главного корпуса на Моховой.
Благодаря пожертвованиям и особо отпускавшимся суммам, в 1826 году в библиотеке было уже до 30 000 томов (в минц-кабинете — 3731 монета). Университетские здания были вновь отстроены (1816—1819). В этот период профессорами были назначены юрист Л. А. Цветаев, а также математики Д. М. Перевощиков и П. С. Щепкин.
К 1812 году в Московском университете уже было 300 учащихся (студентов и слушателей), что вывело его в ряд крупнейших университетов Европы. Количество желающих поступить в университет резко выросло после изданного 6 августа 1809 года указа об экзаменах на чин, по которому в коллежские асессоры (чин 8-го класса по Табели о рангах) и статские советники (чин 5-го класса) допускалось производить только тех титулярных (чин 9-го класса) и коллежских (чин 6-го класса) советников соответственно, которые представят аттестат об успешном обучении в одном из российских университетов или выдержат в них специальное испытание. Именно тогда дворяне стали составлять не менее половины от поступавших в университет.
Число студентов постоянно увеличивалось:
| Год                         | 1822 | 1823 | 1824 | 1825 |
| --------------------------- | ---- | ---- | ---- | ---- |
| Численность студентов, чел. | 695  | 768  | 800  | 876  |

Отсутствие у студентов надлежащей подготовки, а у тогдашнего дворянства — стремления к просвещению неблагоприятно влияли на численность университетских слушателей и уровень преподавания.
Визит императора Николая I в Московский университет в 1826 году закончился увольнением ректора А. А. Прокоповича-Антонского, который по мнению императора, недостаточно энергично проводил в жизнь решения правительства. Было запрещено преподавание философии в университете, возобновлённое лишь в 1845 году. Недовольство императора внешним видом московских студентов, встреченных им возле Кремля, повлекло за собой введение студенческой формы, которую студенты должны были носить и вне стен университета. Отголоском декабрьских событий 1825 года стало закрытие в 1830 году Университетского пансиона.
От реакции 1820-х годов Московский университет пострадал менее других. До издания нового устава среди профессоров выделялись Н. С. Васильев, читавший русское гражданское и государственное право, А. А. Иовский, читавший лекции по фармации и фармакологии и М. Т. Каченовский, читавший историю русского государства. В 1828 году начал читать лекции истории М. П. Погодин, М. Я. Малов — уголовное право, Ф. Л. Морошкин — римское право.
Университетский устав 1835 года
Закономерным итогом внутренней политики правительства тех лет был новый университетский Устав 1835 года, который стал первым общим уставом для всех университетов, вводившим единообразные правила их существования. Новый устав существенно ограничил университетскую автономию, упразднил университетский суд, существовавший со времени открытия университета, усилил власть попечителя и общую зависимость университетов от административных органов. Значительно сокращались полномочия ректора и компетенция Совета университета. Был ужесточён инспекторский контроль за казённокоштными воспитанниками. Плата за обучение своекоштных студентов была повышена до 100 рублей (1841), что привело к общему сокращению студентов и изменению их состава. Подозревая университеты и их питомцев в неблагонадёжности, царь издал указ о сокращении численности студентов. К 1848 году численность студентов трёх основных факультетов была ограничена тремястами (1848). Исключение было сделано только для медицинского факультета. Ректор стал назначаться министром народного просвещения и утверждаться императором.
Вместе с тем в устав были внесены изменения, которые отвечали запросам времени, и относились в, первую очередь, к структуре университетов: был расширен спектр изучаемых предметов, увеличилось число кафедр, что позволило повысить их научный уровень. Уставом 1835 года был введён четырёхлетний курс и число кафедр увеличено до 35. Вспомогательные учреждения при университете продолжали развиваться: основана астрономическая обсерватория (1828), кабинет сравнительной анатомии и физиологии (1834), открыта Госпитальная клиника и при ней анатомо-патологический кабинет (1846). В 1841 году существовавшая в Москве Медико-хирургическая академия слилась с Медицинским факультетом университета. В 1845 году увеличена до 40 рублей годовая плата за слушание лекций. Сороковые и пятидесятые годы были эпохой расцвета научной деятельности Московского университета. С. П. Шевырёв и Ф. И. Буслаев читали историю русской литературы, О. М. Бодянский — славянские языки, Т. Н. Грановский и П. Н. Кудрявцев — всеобщую историю, С. М. Соловьёв — русскую историю, А. И. Чивилёв — политическую экономию и статистику, П. Г. Редкин и В. Н. Лешков — энциклопедию права, К. Д. Кавелин, Н. В. Калачов и И. Д. Беляев — историю русского законодательства, А. А. Фишер фон Вальдгейм — ботанику, К. Ф. Рулье — зоологию, Г. Е. Щуровский — геологию, М. Ф. Спасский — физику. Во второй половине текущего столетия начинают свою профессорскую деятельность А. П. Богданов, А. Г. Столетов, А. Ю. Давидов, В. Ф. Снегирёв, А. М. Иванцов-Платонов, А. Я. Кожевников, Ф. Е. Корш, Д. Н. Зёрнов, Н. И. Стороженко, Л. А. Камаровский, А. И. Чупров, С. А. Муромцев, И. И. Янжул, В. О. Ключевский, Н. С. Тихонравов, К. А. Тимирязев, М. М. Ковалевский, А. Н. Веселовский, Д. Н. Анучин, Ю. С. Гамбаров, Н. В. Бугаев, Н. А. Зверев, И. М. Сеченов, Ф. П. Шереметевский, Н. Е. Жуковский, В. Я. Цингер, М. А. Мензибр, Н. Ю. Зограф, Н. А. Варнек, Ф. Ф. Эрисман, П. Г. Виноградов, М. С. Корелин, В. Ф. Миллер и др. В эпоху литературной и научной борьбы между славянофилами и западниками в Московском университете как в отношении численности, так и по дарованиям преобладали западники, крупнейший представитель которых, Тимофей Грановский, создал для университета прочные традиции, разнесённые его учениками и в другие университеты — традиции близости университета и общества, профессоров и студентов. При университете существуют общество вспоможения недостаточным студентам и студенческое общежитие.
В январе 1850 года из историко-филологического отделения Московского университета создан Историко-филологический факультет Московского университета.
Численность студентов, сначала увеличивавшаяся, падает под влиянием реакции:
| Год                         | 1836 | 1840 | 1846 | 1847 | 1848 | 1849 | 1850 | 1852 | 1854 |
| --------------------------- | ---- | ---- | ---- | ---- | ---- | ---- | ---- | ---- | ---- |
| Численность студентов, чел. | 438  | 889  | 1088 | 1198 | 1168 | 902  | 821  | 861  | 1061 |

При этом доля казённокоштных студентов уменьшилась с 28 % в 1835 году до 14 % в 1859 году.
Университетский устав 1863 года
Студенческие волнения 1860-х годов отразились и на Московском университете, но не привели к его закрытию, как случилось в Санкт-Петербурге. 12 апреля 1855 года последовало распоряжение императора Александра II «О дозволении принимать в университеты неограниченное число студентов».
Устав 1863 года стал одним из основных результатов университетской реформы в сфере образования, проводимой в общем контексте «Великих реформ» императора Александра II, и самым либеральным из университетских уставов дореволюционной России. Устав вернул университетам автономию и ослабил правительственную опеку над ними. Была ограничена власть попечителя, расширен круг деятельности Совета университета. Должности ректора и деканов вновь стали выборными, хотя избираемые для их замещения лица и должны были утверждаться: ректор — царём, деканы — министром народного просвещения. Вводился институт приват-доцентуры.
Новый университетский устав создал более благоприятные условия для развития науки и просвещения в России. Новый устав «способствовал успехам в науках», а профессура могла читать лекции «спокойно и беспрепятственно, не стесняясь придирчивыми формальностями, без всякого опасения соглядатайной опеки…». Согласно новому уставу был увеличен штат Московского университета и число кафедр на его факультетах.
Если в первоначальной структуре Императорского Московского университета в XVIII веке на трёх факультетах предусматривалось всего 10 кафедр, в 1804 году их было уже 28, в 1835 — 35, то в 1863 году их число возросло до 53, а к 1884 — до 56.
Университетский устав 1884 года
В 1884 году был принят «Общий устав Императорских Российских Университетов», который распространялся и на Московский университет.

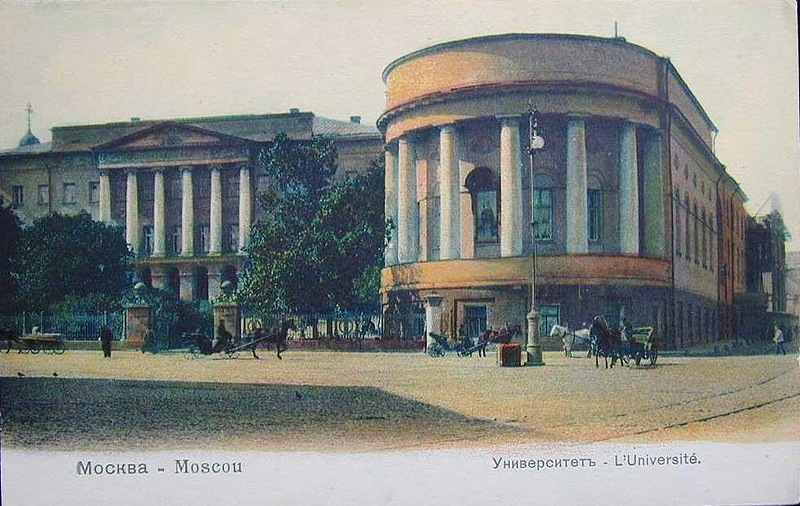
Второе здание Московского университета на Моховой

В 1884—1897 годах медицинский факультет на частные пожертвования и при финансовой поддержке правительства построил «Клинический городок» на Девичьем Поле, между Садовым кольцом и Новодевичим монастырём. Он протянулся на версту с четвертью и занял 24 десятины (около 1300 м). Здания были спроектированы К. М. Быковским. Консультантами проекта были такие университетские доктора, как Н. В. Склифосовский и Ф. Ф. Эрисман.
К 1 января 1896 года при Московском университете состояли следующие учебно-вспомогательные учреждения: библиотека с 236 630 томами и 135 763 названиями, студенческие библиотеки при историко-филологическом факультете, при математическом и естественном отделениях физико-математического факультета, при юридическом и при медицинском факультетах, кабинет изящных искусств и древностей, астрономическая обсерватория, механический кабинет, физический кабинет с лабораторией, кабинет физической географии, зоологический музей, антропологический музей, географический музей, кабинет сравнительной анатомии, геологический кабинет, минералогический кабинет и лаборатория, ботанический сад, кабинет анатомии и физиологии растений, аналитическо-органическое отделение химической лаборатории, лаборатория неорганической химии, техническая лаборатория, кабинет нормальной анатомии, гистологический кабинет, фармакогностический и фармацевтический кабинет и лаборатория, неврологический музей, институт патологической анатомии, кабинет судебной медицины, кабинет оперативной хирургии и хирургической анатомии, фармакологический институт с клинической лабораторией, институт общей патологии, гигиенический институт, физиологический институт (лаборатория), после перестройки (1892) принадлежащий к числу первоклассных учреждений этого рода. Благодаря щедрым пожертвованиям частных лиц и поддержке правительства, при медицинском факультете университета получили большое развитие клиники. Факультетская терапевтическая клиника была рассчитана на 67 кроватей, при ней — бактериологическая лаборатория и амбулатория; факультетская хирургическая клиника на 80 кроватей (45 мужских и 35 женских), при ней зубоврачебный и массажно-ортопедический кабинеты; госпитальная терапевтическая клиника; госпитальная хирургическая — пропедевтическая на 48 кроватей; глазная на 30 кроватей, при ней амбулатория; акушерская, на 40 кроватей; гинекологическая, на 41 кровать; клиника и приют нервных болезней, устроенный на средства Морозовой и открытый в 1890 году; психиатрическая клиника; клиника детских болезней, или детская больница имени М. А. Хлудова; бараки детской клиники; клиника накожных и венерических болезней, открытая 19 февраля 1895 года и устроенная на средства Солодовникова, на 60 кроватей (при ней музей и библиотека); Императорская Екатерининская больница (при ней факультетская терапевтическая клиника, хирургическое отделение и глазное). 12 марта 1895 года открыт бактериологический институт, задача которого — приготовление антидифтерийной сыворотки, обучение студентов и врачей бактериологии и научные работы. 22 октября 1896 года состоялось торжественное открытие клиники болезней носа, горла и уха, на 25 кроватей, устроенной на Девичьем поле на средства Ю. И. Базановой и обеспеченной её капиталом.
В 1870-х годах численность студентов не изменялось значительно, только в 1880-х годах — возрастет быстрее.
| Год                        | 1871 | 1873 | 1875— 1876 | 1878 | 1880 | 1881 | 1883 | 1885 | 1887 | 1890 |
| -------------------------- | ---- | ---- | ---------- | ---- | ---- | ---- | ---- | ---- | ---- | ---- |
| Численность студентов, чел | 1541 | 1256 | 1259       | 1568 | 1643 | 2413 | 2598 | 2874 | 3182 | 3471 |

К началу 1896 года в университете числилось 4147 студентов, сторонних слушателей — 111, аптекарских помощников — 153. Из 4147 студентов университета на юридическом факультете числилось 1587 человек, на медицинском — 1380, на физико-математическом — 929, на историко-филологическом — 251. К началу 1896 года в университете насчитывалось 233 преподавателя, из них: один профессор богословия, 56 ординарных профессоров, 37 экстраординарных, 5 прозекторов, 4 лектора, 130 приват-доцентов.
Особой привилегией Московского университета, дарованной ему первым уставом, было право учреждения при нём учёных обществ, которые в XIX — начале XX века вели не только научную, но и просветительскую деятельность.
К началу XX века при университете состоят учёные общества: Императорское московское общество испытателей природы, издающее свои труды под названием «Bulletin de la Société Impériale des Naturalistes de Moscou»; Императорское общество истории и древностей российских; Императорское общество любителей естествознания, антропологии и этнографии, делящееся на несколько отделений (при нём состоял Политехнический музей); Общество любителей российской словесности; Математическое общество; Физико-медицинское общество; Психологическое общество; Московское юридическое общество; Общество детских врачей; Общество невропатологов и психиатров; Историческое общество.
Временные правила 1905 года
Законодательный акт, дополнявший Устав 1884 года и определявший порядок административного устройства университетов — Указ «О введении в действие Временных правил об управлении высшими учебными заведениями ведомства Министерства народного просвещения» — утверждён императором Николаем II 27 августа 1905 года. Появление указа было непосредственно связано с событиями Первой русской революции 1905—1907 годов. «Временные правила» были изданы в связи с прекращением занятий в университетах из-за студенческих волнений. В них пересматривались вызывавшие наибольший общественный протест нормы Устава 1884 года.
Развитие университетской науки и преподавания сталкивались с трудностями, связанными с активизацией студенческого движения и политизацией университетской жизни. В 1899—1907 годах Московский университет многократно был вынужден объявлять о прекращении занятий в связи со студенческими митингами и сходками. В то же время меры Министерства народного просвещения по обузданию студенческого движения, направленные на ограничение университетской автономии, вызывали негативную реакцию либерально настроенной части профессуры.

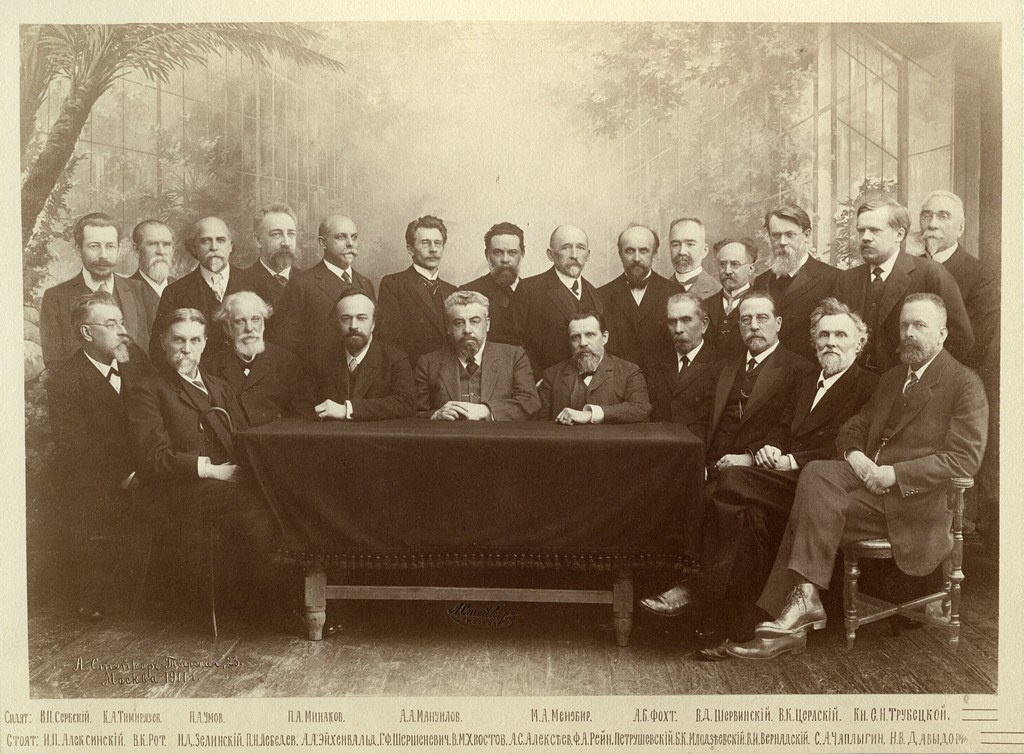
Профессора Московского университета, подавшие в отставку в знак протеста против произвола властей. На фотографии, сидят: В. П. Сербский, К. А. Тимирязев, Н. А. Умов, П. А. Минаков, А. А. Мануйлов, М. А. Мензбир, А. Б. Фохт, В. Д. Шервинский, В. К. Цераский, Е. Н. Трубецкой; стоят: И. П. Алексинский, В. К. Рот, Н. Д. Зелинский, П. Н. Лебедев, А. А. Эйхенвальд, Г. Ф. Шершеневич, В. М. Хвостов, А. С. Алексеев, Ф. А. Рейн, Д. М. Петрушевский, Б. К. Млодзеевский, В. И. Вернадский, С. А. Чаплыгин, Н. В. Давыдов

В 1911 году конфликт между Министерством народного просвещения и Московским университетом вылился в коллективную отставку более трети профессорско-преподавательского состава университета, в том числе многих выдающихся учёных («дело Кассо»).
Непосредственным поводом к началу конфликта стало решение студенческой сходки (ноябрь, 1910) по случаю смерти Л. Н. Толстого о прекращении на три дня занятий в связи с трауром. Ректор Московского университета, в соответствии с циркуляром министра народного просвещения, запретил проведение собраний. Однако собрания продолжились. Министр народного просвещения Л. А. Кассо потребовал от ректора Московского университета А. А. Мануйлова решить конфликт силой. Министерство публикует 11 января 1911 года циркуляр «О временном недопущении публичных и частных студенческих заведений», запрещающий проведение собраний в университете, вменяющий в обязанность ректорам препятствовать проникновению в университет посторонних лиц и сообщать в полицию о предполагаемых сходках; на градоначальника возлагалась обязанность закрытия университета с помощью полиции в случае волнений. Циркуляр нарушал положение временных правил 1905 года, согласно которым ходатайство о закрытии университета принадлежало правам Совета.
Студенческая сходка принимает решение о забастовке (27.01.1911). Немедленно после этого в университет, без ведома Совета, были введены силы полиции для воспрепятствования началу забастовки. Действия полиции парализовали учебные занятия. На экстренном заседании Совета всё руководство Московского университета — ректор А. А. Мануйлов, проректор П. А. Минаков и помощник проректора М. А. Мензбир сложили с себя полномочия (28.01.1911). Это решение было одобрено Советом. В ответ Министерство публикует высочайший указ об увольнении Мануйлова, Минакова и Мензбира из университета с одновременным запрещением им заниматься научной и преподавательской деятельностью. Решение Кассо вызвало бурю негодования среди профессоров и преподавателей Московского университета. Первые прошения об отставке подали (03.03.1911) преподаватели юридического факультета. К концу семестра университет покинул 131 человек — около трети преподавательского состава университета (дело Кассо), среди них — учёные с мировым именем: К. А. Тимирязев, П. Н. Лебедев, Н. Д. Зелинский, Н. А. Умов, С. А. Чаплыгин, В. И. Вернадский, В. И. Пичета и др.
Е. Н. Трубецкой писал о событиях в Московском университете:

С тревогой и ужасом слежу за событиями в Санкт-Петербурге и в Москве по итальянским и русским газетам… Вообще положение безвыходное: если победят студенты, университет превратится в революционный клуб. Если, что вероятнее, победит правительство, университет превратится во что-то среднее между участком или чайною народа. Я люблю университет, крайне боюсь потому, что отставка с минуты на минуту может стать нравственно обязательною… Вообще невесело, потому что университет в данном случае частное проявление зла общего и большого — разрушения культуры дикарями слева и справа.

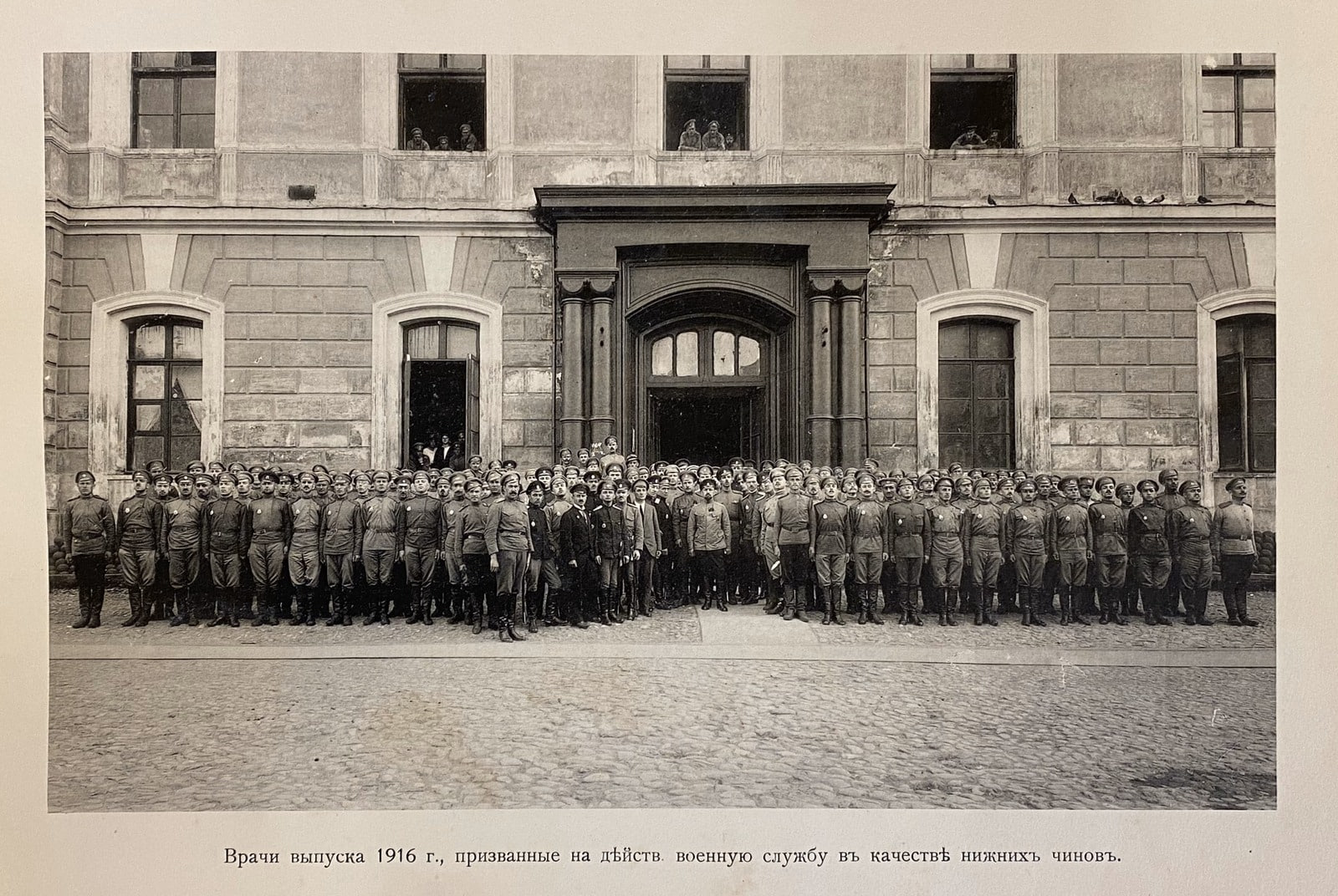
Врачи выпуска 1916 года, призванные на военную службу в качестве нижних чинов. Из альбома фототипий Петра Павлова «Императорский Московский университет».

Революционные события в России 1917 года оказали прямое влияние на жизнь Московского университета. С начала 1917 года студенты университета были вовлечены в бурную политическую жизнь, участвовали в деятельности легальных и нелегальных партий, выходили на уличные демонстрации, использовали университет для политических манифестаций. В феврале 1917 года в аудиториях проходили непрерывные митинги. Возникло множество различных организаций: «санитарная организация» студентов-медиков, взявшая на себя обязанность помощи раненным, «студенческая милиция», раздававшая оружие и объявившая себя независимой от правления университета. Раздавались, впрочем, и голоса других студентов, в особенности на физико-математическом факультете, требовавших возобновления занятий.
6 (19) марта 1917 года ректор Московского университета М. К. Любавский телеграфировал министру народного просвещения: «Университет встречает препятствия для возобновления занятий, ибо его аудитории заняты организацией студенческой милиции, которая считает себя автономной, самовольно занимает помещения, отводит их под митинги и реквизирует университетское имущество. По поручению Совета ходатайствую о принятии мер по очищению аудиторий и некоторых лабораторий от этих организаций и сборищ» (реакции на телеграмму не последовало).
После отречения императора Николая II из названия Императорского Московского университета исчезло слово «Императорский» (соответствующая надпись была сбита с фронтона главного корпуса университета на Моховой). В 1917 году университет именовался просто: «Московский университет».

### Постановление Временного правительства, 1917
Временное правительство 10 августа 1917 года издало постановление «О подчинении высших учебных заведений Министерства народного просвещения непосредственно министру народного просвещения», которое содержало перечень изменений в «Общем уставе государственных российских университетов», включая Московский университет.
Революционные преобразования 1917—1921 годов в сфере российского народного образования, начавшиеся в первые годы советской власти, напрямую затронули Московский университет, привели к полному изменению его структуры, преподавательского и студенческого состава. Принятый курс на «демократизацию» и «пролетаризацию» высшей школы привёл к резкому увеличению числа студентов и соответственно снижению уровня преподавания. В ходе проведения общероссийского конкурса (1919) своих мест в университете лишились многие профессора, чьи взгляды были оценены как контрреволюционные. Ряд видных представителей университетской науки были высланы из России (1922). Планы обучения перестраивались в соответствии с марксистской идеологией. В то же время развитие многих научных дисциплин получило новый импульс: в университете были открыты новые кафедры, научная деятельность сосредоточена в научно-исследовательских институтах, объединённых в ассоциации, которым впоследствии был придан общероссийский характер.
Однако даже в реформированном университете продолжали жить традиции дореволюционной науки, своеобразный стиль учёного «старой школы», для которого университет был храмом, а профессорская должность давала основания занимать очень активную общественную позицию. Старая профессура или её наследники — М. К. Любавский, Ю. В. Готье, С. В. Бахрушин, Д. Ф. Егоров, Н. Н. Лузин, Н. Д. Зелинский, П. П. Лазарев и др. — пытались сохранить традиционные отношения профессоров и студентов в университете, отстаивать приоритет в университете научных ценностей над всеми остальными.

## Факультеты и структура

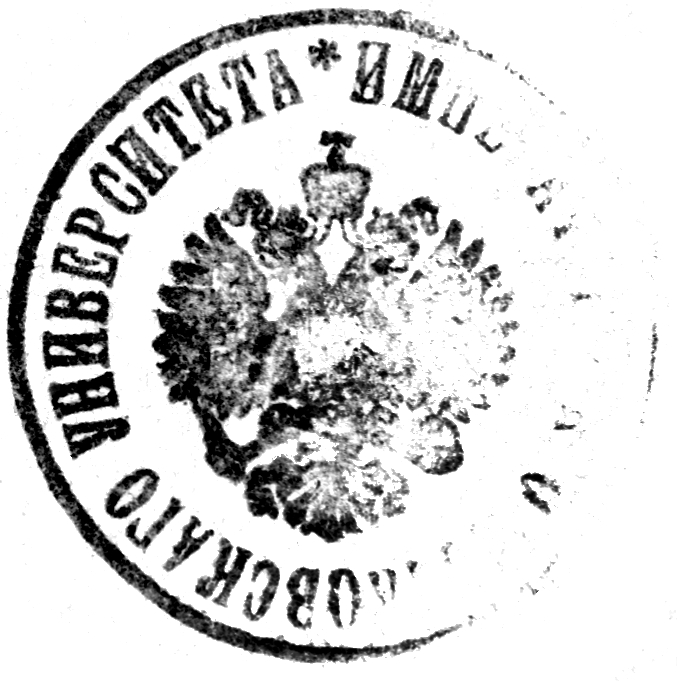
Печать университета, 1912 года

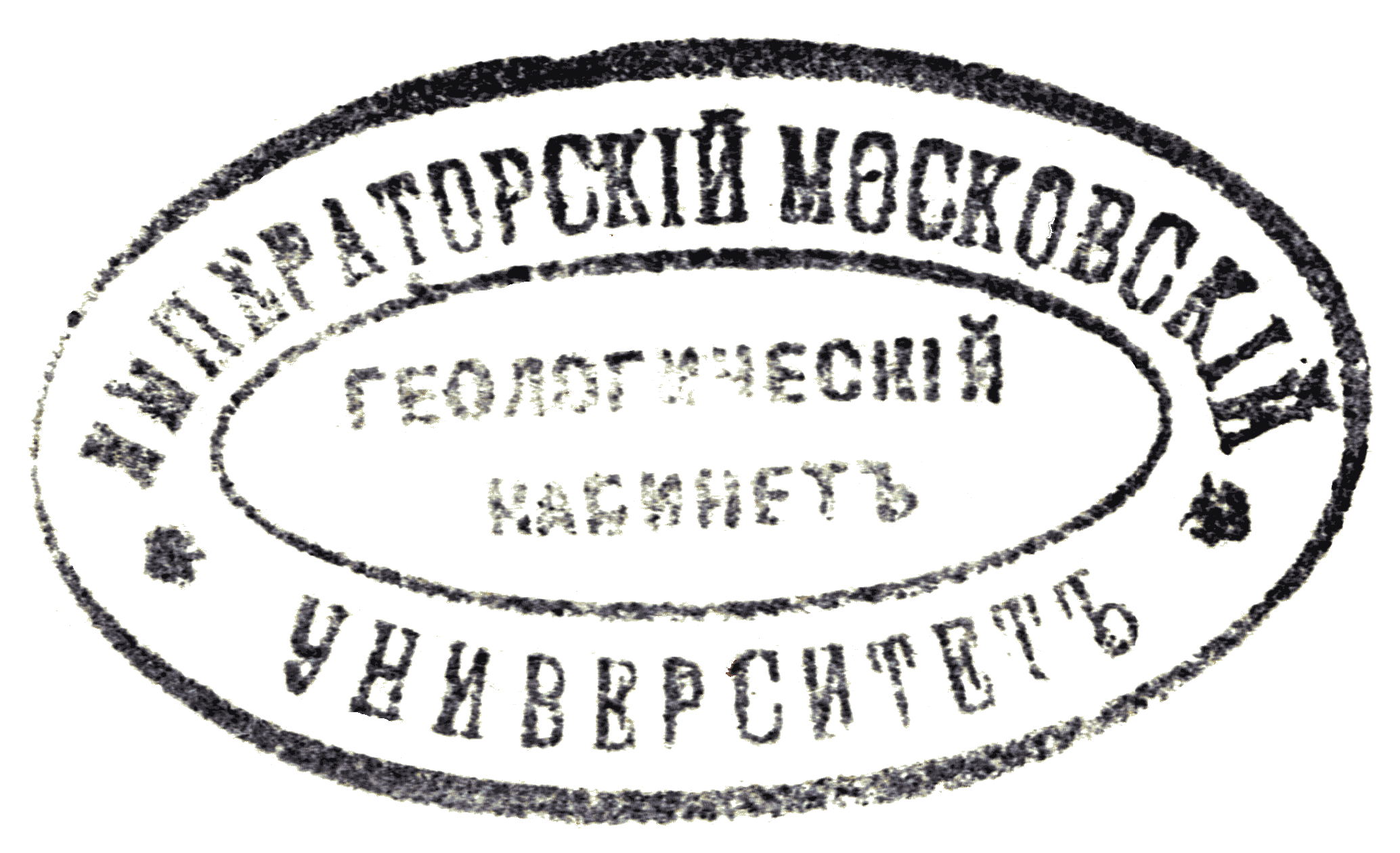
Геологический кабинет на Физико-математическом факультете

Факультет — основное структурное подразделение Московского университета. Согласно Проекту об основании Московского университета (1755) в Московском университете (по примеру европейских университетов) были открыты:
- философский факультет
- юридический факультет
- медицинский факультет

С 1767 года философский факультет получил значение подготовительного к обучению на юридическом и медицинском факультетах.
По Уставу Московского университета, принятому 5 ноября 1804 года, факультетская структура университета реформировалась (по образцу деления наук в Национальном институте Франции), в университете были учреждены четыре факультета, именовавшиеся «отделениями»:
- отделение нравственных и политических наук
- отделение физических и математических наук
- отделение словесных наук
- отделение врачебных или медицинских наук.

Всего предусматривалось 28 кафедр, каждую из которых должен был занимать один учёный в должности ординарного профессора. Кафедр в современном понимании слова в то время ещё не существовало — под словом «кафедра» понимался предмет или группа предметов, читавшихся профессором.
Уставом 1835 было восстановлено первоначальное деление университета на философский, юридический и медицинский факультеты, при этом философский факультет состоял из фактически независимых друг от друга физико-математического и историко-филологического отделений, преобразованных (1850) в самостоятельные факультеты. Такая структура университета (из 4-х факультетов) существовала до 1918.
Педагогический институт
Педагогический институт (1804—1858) — учебное заведение в составе Императорского Московского университета. Педагогические (учительские) институты создавались при российских университетах в соответствии с Уставом 1804 года для подготовки учителей для гимназий и уездных училищ университетского учебного округа, а также образования новых преподавательские кадров самого университета. Предшественником Педагогического института при Московском университете была Учительская (педагогическая) семинария. Институт был упразднён (1858) решением Министерства народного просвещения в связи с реорганизацией системы подготовки учителей при российских университетах.
Медицинский институт
Медицинский институт (1819—1863) — учебное заведение в составе Императорского Московского университета. Институт был создан при Московском университете в соответствии с постановлением Министерства духовных дел и народного просвещения от 19 апреля 1819 года. Институт предназначался для решения задачи подготовки лекарей в течение четырёхлетнего курса обучения. Основным автором учебной программы являлся профессор М. Я. Мудров, ставший первым директором института. 25 сентября 1820 года состоялось открытие отдельного здания для медицинского института на Никитской улице. В здании разместились казённокоштные воспитанники (100 человек) и осуществлялся приём больных (50 коек). В институт без ограничения принимались выходцы из податных сословий, составляющие большую часть его воспитанников.
Существование Медицинского института было упразднено Университетским уставом 1863 года.
Физический институт

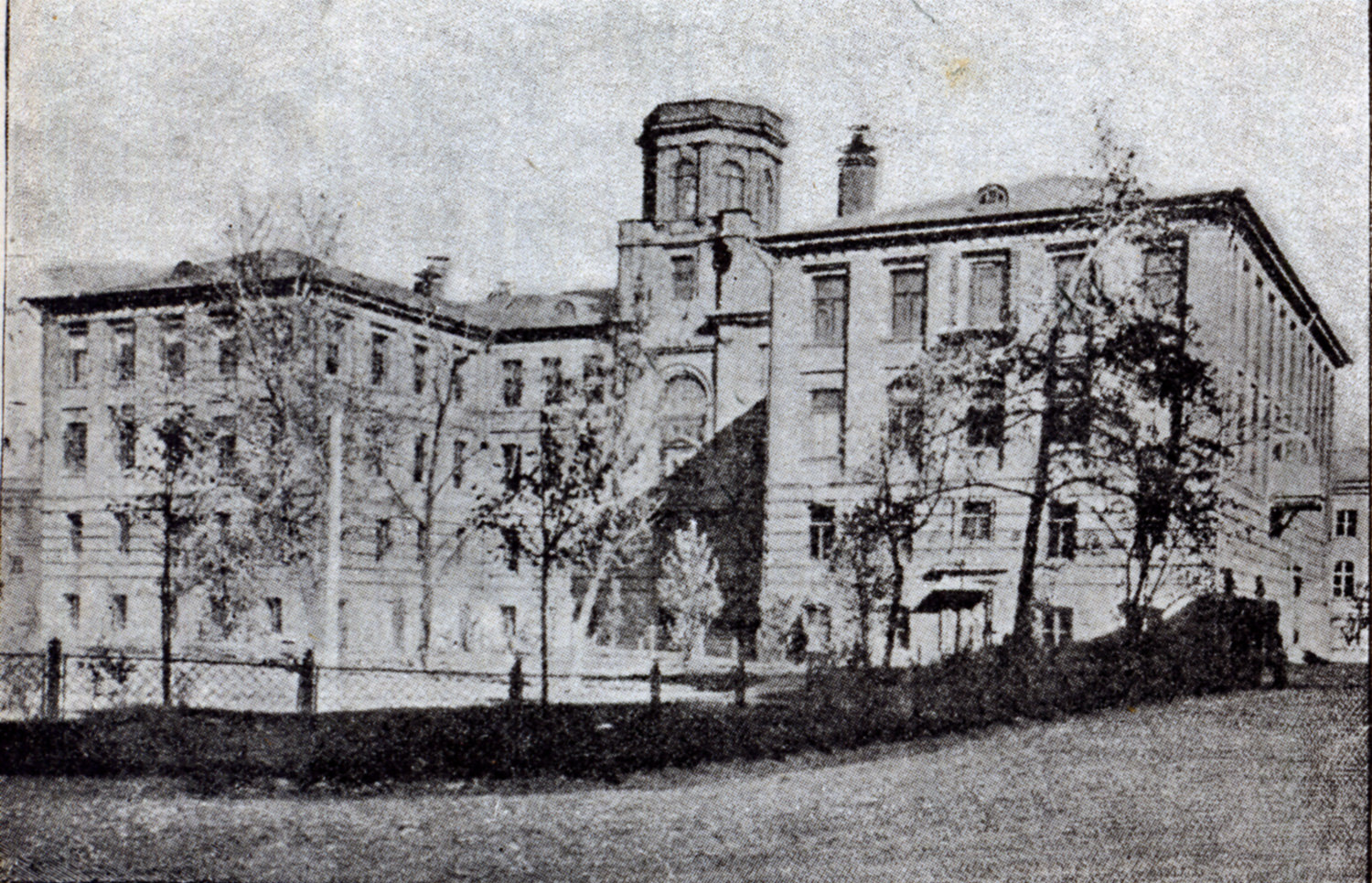
Здание Физического института Императорского Московского университета

Физический институт Императорского Московского университета был открыт при физико-математическом факультете университета в 1903 году. Идея создания в университете научного Физического института принадлежала профессору А. Г. Столетову, способствовавшему подъёму научной работы в области физики в Московском университете. Открытие Физического института состоялось осенью 1903 года. Здание Физического института Императорского Московского университета было построено в 1906 году.
В 1922 году на базе Физического института был открыт Научно-исследовательский институт физики и кристаллографии 1-го МГУ.
В здании Физического института на Моховой улице в 1950-е годы разместился Институт радиотехники и электроники Академии наук СССР.

### Библиотека
Библиотека Императорского Московского университета появилась в 1755 году, вместе с основанием университета. Первоначально она не имела собственного помещения; только в 1770 году ей были выделены две комнаты. Наблюдение за библиотекой, а также руководство типографией университета первоначально было поручено М. М. Хераскову. В 1791 году библиотека переехала в здание главного корпуса университета на Моховой улице. Пожар 1812 года уничтожил почти всю библиотеку (свыше 20 тыс. томов). Восстановление библиотеки началось с дара И. А. Гейма, который подарил ей своё личное собрание книг (около двух тысяч томов). К 1835 году библиотека состояла из 36 894 сочинений в 49 889 томах, 690 периодических сочинений (по большей части неполных), 23 рукописей (11 восточных) и 105 карт. В 1861 году обсуждался вопрос о слиянии университетской библиотеки с публичной библиотекой Румянцевского музея для создания большой публичной библиотеки, но против этого единодушно выступили учёные университета, настаивающие на том, что университет должен сохранить научный уровень комплектования библиотечного фонда для максимально полного удовлетворения запросов студентов и профессоров университета. По Уставу 1863 года библиотека Московского университета стала называться Фундаментальной. В 1891 году архитектором К. М. Быковским была начата разработка проекта нового здания библиотеки, учитывавшего опыт европейских университетских библиотек. В новое здание библиотека переехала в 1897 году; к этому времени она насчитывала свыше 300 тыс. томов.

### Типография
Первоначально типография размещалась в купленном для Московского университета здании на Моховой улице (1756—1757). Затем была переведена в дом у Воскресенских ворот (1757—1789), потом — в здание университетского благородного пансиона в Газетном переулке (1789—1811). С 1811 года она находилась в «доме Власова» на Страстном бульваре.
Первыми изданиями, отпечатанными типографией университета, были «Приглашение всех любителей наук» на первую годовщину университета и брошюра с речью Н. Н. Поповского, которую он произнёс 26 апреля на торжественном акте открытия университета. С 26 апреля 1756 года в типографии университета начала издаваться газета «Московские ведомости» (выходила дважды в неделю по «почтовым дням»). Подписка на газету «Московские ведомости» и публикацию в ней объявлений составляла почти половину дохода типографии. В течение 1763 года в типографии была напечатана повесть Мигеля де Сервантеса «Две любовницы» — первое сочинение писателя, изданное на русском языке. С 1778 года начал печататься журнал «Сельский житель» — первый сельскохозяйственный журнал в России. С мая 1779 по 1789 год типография находилась в аренде у Н. И. Новикова. И в дальнейшем финансовые соображения побуждали сдавать типографию в аренду; кроме Новикова, арендаторами типографии были М. Н. Катков (с 1861) и П. М. Леонтьев (с 1863 по 1887); арендаторами типографии и газеты также были Петровский и В. А. Грингмут. Доходы от изданий типографии были одним из главнейших источников, позволявших университету поддерживать преподавание и научную деятельность на должной высоте. На них была построена астрономическая обсерватория и приобретены астрономические инструменты, построен анатомический театр, создана первая химическая лаборатория, куплено «новое» здание университета. С момента сдачи типографии в аренду в 1863 году университет фактически лишился всех получаемых ранее от типографии доходов, а вся арендная плата полностью поступала в смету доходов Министерства народного просвещения.
После революции 1917 года типография на долгое время прекратила свою работу.

### Общежития Императорского Московского университета
Первые помещения для проживания студентов Московского университета появились уже при самом его основании и предназначались для казённокоштных студентов, которых разместили в каменных палатах «Аптекарского дома», непосредственно в здании университета. В каждой из длинных комнат в нижнем этаже здания размещалось до 12—14 учеников. После покупки для университета дома Репнина на Моховой улице (1771) к нему были пристроены «новые деревянные покои для пансионеров». После завершения строительства главного корпуса университета на Моховой (1793), студенческие комнаты разместились в нём на 2-м этаже. По проекту М. Ф. Казакова, этот этаж был разделён на 16 маленьких «камер» и дополнен одной большой «казармой», здесь же была и студенческая столовая. После пожара 1812 года в восстановленном университетском корпусе казённокоштным студентам был отведён самый верхний этаж под крышей. Студенческие «нумера» часто использовались для совместных встреч и заседаний различных кружков. В 1858 году, в связи с расширением учебных помещений, общежитие в верхнем этаже главного корпуса университета было ликвидировано, а казённокоштным студентам было предложено впредь жить на «вольных квартирах».
В 1880 году в Филипповском переулке (район Арбата) было построено первое в Московском университете здание, специально предназначенное для общежития (средства были предоставлены меценатом С. В. Лепёшкиным). В трёхэтажном здании, подаренном университету, было 24 комнаты, из которых в восьми помещалось по одному, в четырнадцати — по два и в двух — по три студента. Общежитие отличали образцовый порядок, чистота в номерах с паркетным полом, превосходные обеды. В столовой имелось два рояля для желающих музицировать, в коридоре — телефон, прекрасная библиотека (почти 20 тысяч томов). Ректор Н. С. Тихонравов назвал этот дар «выдающимся фактом в летописи благотворительности студентам Московского университета». Первые обитатели заселились в общежитие в 1882 году. Попадавших туда студентов называли счастливцами, поскольку им был предоставлен полный пансион. Руководство первым студенческим общежитием осуществлял специальный комитет под председательством ректора, состоящий из членов Правления университета, учредителя и четырёх членов, предлагаемых учредителем и утверждаемых комитетом. В 1913 году стараниями С. В. Лепёшкина был сооружён новый корпус общежития (около Зубовской площади), состоящий из 32 отдельных и пяти двойных комнат, имевший «залу для гостей», служившую одновременно студенческой столовой, два рояля, библиотеку, электрическое освещение. Его стоимость вдвое превысила стоимость первого «дома студентов».
Правительство обратило внимание на проблему студенческих общежитий в конце 1890-х годов и на их строительство из государственного казначейства было выделено свыше 3 миллионов рублей. За короткий период (1898—1901) были построены три общежития для студентов Московского университета — первое и второе общежития имени Николая II и третье — имени великого князя Сергея Александровича. В отличие от «лепёшкинского», общежития, устраиваемые на государственные средства, были платными.
В 1897 году по инициативе попечителя Н. П. Боголепова было возведено здание нового общежития на 150 мест, получившего имя императора Николая II (на улице Большая Грузинская). По мнению Боголепова, открытие общежития послужило важной мерой для успокоения студенческого движения, поскольку должно было привести к трансформации землячеств в легальные студенческие организации. В общежитии преподавателями университета организовывались дополнительные занятия, вечера музыки и танцев для студентов.
В 1899 году открылось ещё одно университетское общежитие, построенное на казённые деньги, на Девичьем поле, состоявшее из 141 квартиры.
Помощь со стороны частных лиц в деле устройства студенческого быта выражалась в многочисленных пожертвованиях, как на само строительство общежитий, так и на обеспечение бесплатных или удешевлённых квартир в них, так как новые общежития были платными. Среди первых жертвователей на эти цели — профессора И. Н. Новацкий и В. Ф. Снегирёв. Капиталы на обеспечение льготных квартир студентов предоставляли Ю. С. Нечаев-Мальцов, М. Ф. Морозова и др., имена благотворителей были высечены на мраморной доске, вывешенной в зале одного из общежитий.
В начале XX века Московский университет располагал четырьмя общежитиями, вмещавшими, в общей сложности, около 500 человек. Устройство студенческих общежитий совместными усилиями частных благотворителей и правительства представляло собой действенную и наиболее рациональную форму помощи учащейся молодёжи.

### Театр Московского университета
Студенческий театр открылся при Императорском Московском университете в 1756 году, чтобы дать учащимся «новое поприще к развитию и образованию их способностей в декламации и мимике, в переводах, подражании и сочинениях». 26 января 1756 года театральный коллектив университета сыграл свой первый спектакль по пьесе французского драматурга М.-А. Леграна «Новоприезжие».
При своём основании театр представлял собой небольшую любительскую труппу из студентов и учеников университетской гимназии, созданную по инициативе куратора Московского университета И. И. Шувалова и директора И. И. Мелиссино. Непосредственным организатором и руководителем студенческого театра в первые его годы был драматург, писатель и поэт М. М. Херасков (автор ряда театральных пьес), находившийся на службе в канцелярии Московского университета.
В первых театральных спектаклях принимали участие И. Ф. Богданович, Я. И. Булгаков, М. Д. Чулков, Д. И. Фонвизин, внёсшие со временем заметный вклад в развитие русской культуры. После опубликования в 1757 году в газете «Московские ведомости» приглашения в группу студенческого театра стали зачислять девушек и молодых женщин. В числе первых со студентами в спектаклях начали играть Т. М. Троепольская и А. М. Михайлова, ставшие первыми русскими профессиональными актрисами.
В конце 1757 года при разночинской гимназии Московского университета были созданы художественные классы, учащиеся которых пополнили театральную труппу. Заметных успехов в театральном искусстве достигли выпускники этих классов: Е. Залышкин, И. Иванов (Калиграф), И. Лапин и А. Ожогин. Художественные классы включали в свой состав специализированные отделения: музыкальное (оперное), искусства декораций, инструментальной музыки и рисования. Учащиеся всех отделений помогали в постановке спектаклей, например, будущие архитекторы В. И. Баженов и И. Е. Старов оформляли декорации сцены.
В первые годы работы студенческого театра его спектакли представлялись для преподавателей, студентов и учеников университета и их родственников. Первоначально представления давались в сенях университетского дома у Воскресенских ворот, а также на ярмарках, во время масленицы и пасхальных гуляний. В 1759 году был построен «Оперный дом» у Красных ворот, в котором поочерёдно шли спектакли студенческого театра и Итальянской комической оперы, возглавлявшейся антрепренёром Дж.-Б. Локателли. Шувалов поручил Локателли обучение 18 учеников «театрального класса» для создания в Москве «Российского театра», а уже в апреле 1760 года в число его постоянных актёров входили три студента и семь учеников гимназии. Осенью — зимой 1760 года объединённая труппа под руководством Хераскова и Локателли с большим успехом давала спектакли в Оперном доме по два раза в неделю. На театральные расходы Шуваловым выделялись деньги из университетской казны, которые надеялись вернуть из сборов за билеты. В становлении театра принимал участие известный актёр Ф. Г. Волков, приехавший из Санкт-Петербурга для проведения репетиций. В январе 1761 года вся труппа «Российского театра» по указу императрицы Елизаветы Петровны была переведена в Санкт-Петербург, что привело к приостановке его деятельности в Москве. Тем не менее в апреле того же года Шувалов дал распоряжение приступить к строительству собственного здания для «Российского театра» за счёт средств Московского университета. Итог попыток объединения русского драматического театра с итальянской оперно-балетной труппой оказался неудачным. Локателли объявил себя банкротом, и в конце 1761 году Российский театр был окончательно закрыт. Вместе с тем деятельность университетской труппы в течение пяти лет заложила основы для последующего развития театра в Москве.
В 1863 году состоялся Московский уличный маскарад (28 января — 2 февраля), организованный Ф. Г. Волковым, в котором участвовали студенты университета и ученики университетской гимназии, входившие в труппу театра Московского университета (Летопись Московского университета).
Театральные представления не раз проходили в Московском университете в последней четверти XVIII — начале XIX вв. Так, в 1777 году в возобновлении спектаклей активно участвовали студенты П. А. Плавильщиков и П. И. Страхов. В 1806 году в Москве открылась антреприза М. Медокса, состоявшая в основном из университетских воспитанников и размещавшаяся напротив здания Московского университета на Моховой, во флигеле усадьбы Пашкова (впоследствии перестроенном как здание университетской церкви). Театр Медокса указом императора Александра I был преобразован в «Московский императорский театр», на сцене которого дебютировали П. С. Мочалов (1817) и М. С. Щепкин (1822), а в 1824—1825 годах он дал начало двум старейшим московским театрам — Императорскому Большому театру и Императорскому Малому театру.
В XIX веке студенческий театр выступал в различных университетских помещениях и существовал на благотворительные пожертвования. Театральные декорации, костюмы и др. приобретения производились за счёт добровольных подношений зрителей и сборов средств среди профессоров и студентов. Традиции университетских спектаклей, прерванных революцией, восстановились в 1924 году, когда театральная студия при клубе МГУ показала свою первую премьеру — пьесу Л. Н. Толстого «Власть тьмы».

## Мундиры Императорского Московского университета

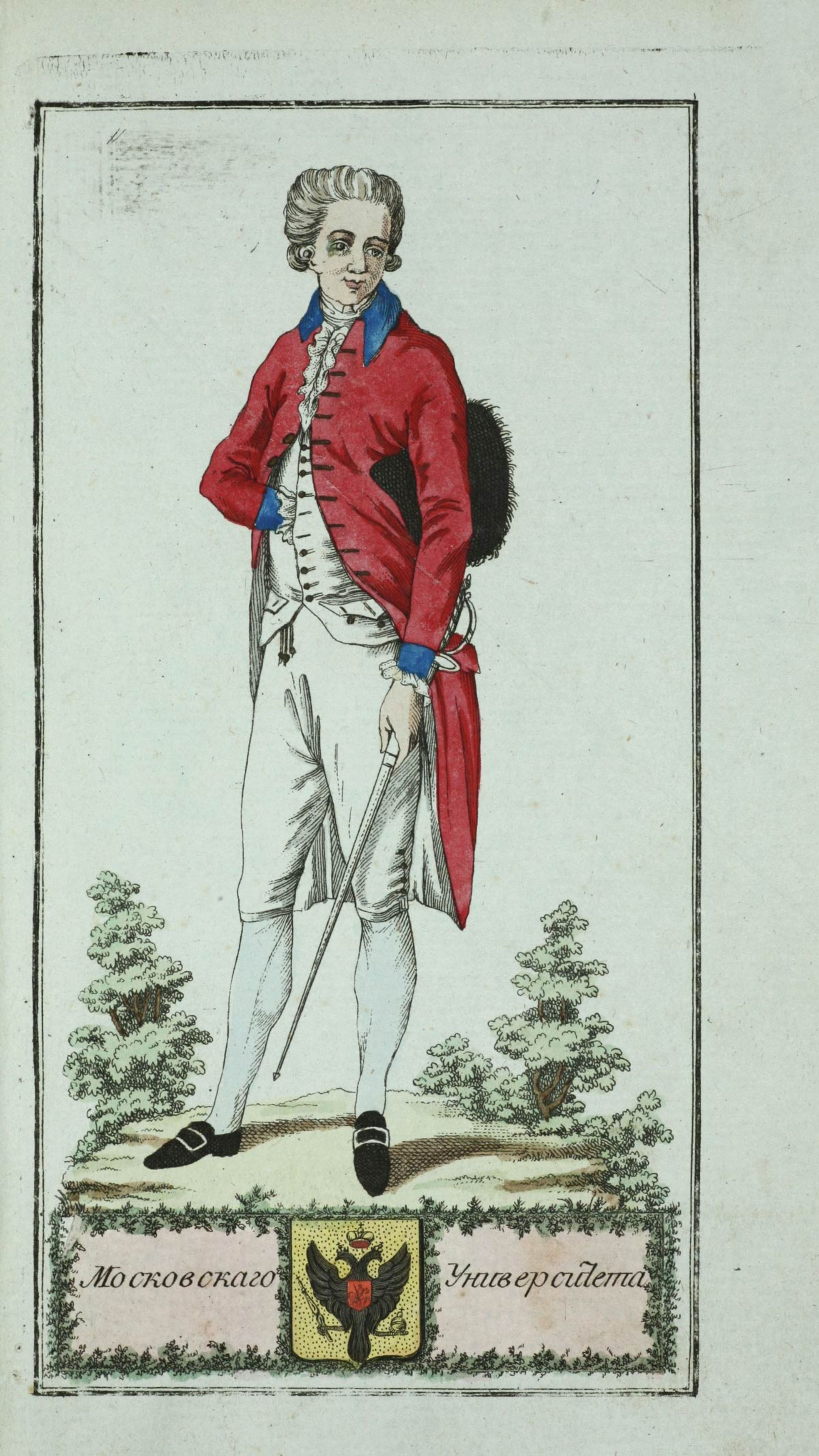
Мундир профессоров Московского Университета в конце XVIII века

Первое упоминание о мундире Императорского Московского университета (1782) связано с празднованием 20-летия восшествия на престол императрицы Екатерины II. Согласно принятому тогда указу, все состоящие на гражданской службе губернские чиновники должны были обзавестись мундирами тех цветов, которые были характерны для незадолго до этого утверждённых гербов губерний. Мундир Московской губернии, который должны были носить профессора и студенты Московского университета, представлял собой красный суконный камзол, панталоны до колен, чулки, башмаки и чёрную треуголку.
В конце XVIII века наряду с общими губернскими мундирами появились мундиры чиновников различных ведомств. В 1794 году циркуляром Сената был опубликован альбом «Изображения губернских, наместнических, коллежских и всех штатских мундиров», в котором впервые фигурирует официально утверждённый мундир Императорского Московского университета, имеющий отличия от одежды прочих ведомств. Профессора, студенты и чиновники Московского университета носили малиновые мундирные кафтаны с синим воротником и обшлагами, причём профессорам (подобно штаб-офицерским должностям) полагались «петли, шитые золотом», камзол и белые штаны.
В царствование Павла I (1797—1801) этот мундир был заменён другим — тёмно-зелёным кафтаном для студентов (тёмно-синим для профессоров) с малиновым воротником и обшлагами; на посеребрённых пуговицах его изображались государственный герб и «атрибуты учёности».
С учреждением Министерства народного просвещения (1802) для чиновников этого ведомства была утверждена собственная форма одежды. Первоначально возникли мундиры учебных округов, и лишь в 1810 году была утверждена форма одежды для служащих центрального аппарата министерства. В ведомстве народного просвещения форменная одежда традиционно существовала не только для преподавателей, но и для учащихся.
14 (26) апреля 1804 года для преподавателей и студентов Московского университета и «подведомственных оному училищ» был установлен новый вид мундира синего цвета с малиновым воротником и обшлагами. Было введено шитьё на воротнике, обшлагах и карманных клапанах: «Края рукавов обложены вышивкой, представляющей лавровые листья… Вдоль клапана простирается дубовая ветвь. На передних частях воротника такие же ветви, а на обшлагах ветви сии окружают пуговичные петли…». Полное шитьё на воротнике, обшлагах и клапанах полагалось тем, кто имел чины 7-го класса и выше. Чины 8-го класса лишались шитья на карманах, а 9—10 классов также и шитья «ветвей на обшлагах». Низшие чины вообще имели вышивку на воротнике и обшлагах только в виде лавровых листьев. Мундиры студентов и служащих, не имевших чинов, были без шитья.
Существовала ещё одна привилегия для студентов университета: при производстве учеников в студенты в Торжественном собрании им вручалась шпага. Автоматически это означало дарование дворянского достоинства людям всех званий. Однако многие представители знатных семейств не подвергались этой церемонии, так как по обычаю они числились на службе уже с малых лет и не нуждались в дворянской шпаге.
28 августа (9 сентября) 1810 года появилась форменная одежда чиновников центрального Департамента народного просвещения: «кафтан тёмно-синего сукна со стоячим воротником и обшлагами бархатными того же цвета; камзол и нижнее платье белое, суконное; пуговицы позолоченные, гладкие…; шитьё золотое по приложенному рисунку…».
В августе 1826 г. министр народного просвещения адмирал А. С. Шишков во время пребывания в Москве на коронации осматривал Московский университет и обратил внимание, что «учащиеся в состоящих при оном заведениях не имеют единообразной и определённой во всех отношениях формы одежды». По его предписанию попечителем учебного округа генерал-майором А. А. Писаревым были составлены описание и рисунки форменной одежды студентов и воспитанников учебных заведений Москвы: Московского университета, состоявшего при нём Благородного пансиона и единственной на тот момент Московской гимназии. Проект был представлен императору и утверждён 6 (18) сентября 1826 года. Для студентов Московского университета был установлен синий однобортный мундир с пуговицами красной меди; воротник и обшлага полагались по-прежнему малиновые, с двумя узкими золотыми галунными петлицами на воротнике. Согласно рисунку, воротник застёгивался наглухо, по-военному; по борту мундира нашивались девять пуговиц, на обшлагах пуговиц не было. Костюм дополнялся синими панталонами навыпуск, с малиновым кантом, шпагой без темляка и треугольной шляпой. У студентов на казённом содержании, для отличия от «своекоштных», на плечах мундира нашивались узкие погончики того же синего сукна (эти погончики были впервые установлены для московских «казённых» студентов весной того же года).
В 1826 г. для профессоров и студентов становится обязательным ношение мундиров. До этого форменная одежда, определённая уставами 1804 г., носилась, в основном, казёнными студентами, а профессора и своекоштные студенты часто заменяли её партикулярным платьем. Вопрос о ношении униформы был поднят в сентябре 1825 г., когда Комитет министров обсуждал записку министра народного просвещения А. С. Шишкова, считавшего, что введение студенческих мундиров облегчит присмотр за воспитанниками и придаст учебным заведениям «вид порядка и благоустройства». Студенческий мундир с особым цветом ворота, обшлагов и типом шитья для каждого университета, существовавший ранее, изменил покрой и цвет, а главное — обряд ношения униформы на разные случаи был чётко регламентирован, а малейшие упущения наказывались.
Указ 1834 года утвердил общую форму всех гражданских мундиров в Империи. В эту систему вошли гимназический и студенческий мундиры. На мундирах университетов, в отличие от других учебных заведений, полагались пуговицы с изображением государственного герба. Утверждённым «Положением о гражданских мундирах» от 27 февраля (11 марта) 1834 года различия между учебными округами по цвету воротников были ликвидированы. Студенты всех университетов получили тёмно-зелёные мундиры, на тёмно-синих суконных воротниках которых полагались золотые или серебряные петлицы из галуна. В «Правилах для студентов С.-Петербургского университета» говорилось, что в одежде студенты должны соблюдать установленную форму и опрятность, не носить усов и длинных причёсок. Сверх того во всех публичных собраниях, на гуляниях и на улице полагалось ходить при шпаге, быть застёгнутыми на все пуговицы и крючки воротника. Пёстрые брюки и галстуки при форменной одежде носить запрещалось. На мундирах чиновников и преподавателей устанавливались воротники и обшлага тёмно-синего бархата (с сохранением различий по металлическому прибору и узору шитья), а на тёмно-зелёных мундирах студентов и учащихся воротники и обшлага тёмно-синего сукна, с петлицами на воротнике из золотого или серебряного галуна, по цвету пуговиц в округе. Пуговицы же в университетах предписывалось иметь с государственным гербом, а в прочих учебных заведениях — с гербом губернским. Покрой мундиров и сюртуков оставался «ныне существующий» (сюртуки были двубортные, офицерского образца; мундиры же гражданского покроя, но с глухим военным воротником). Фуражки полагалось иметь тёмно-зелёные с тёмно-синим околышем. Высочайшим указом императора Николая I студенты обязывались носить форменную одежду не только в стенах университета, но и вне его.
В университетском уставе 1835 года указывалось, что шпаги выдаются студентам при выпуске, вместе с аттестатами. Министр просвещения граф С. С. Уваров в докладе императору, который пожелал вновь позволить студентам носить шляпы при мундирах и сюртуках, высказался за разрешение носить студентам также и шпагу, не видя в этом «ни малейшего неудобства». Польза же представлялась ему очевидной. «С ношением шпаги как бы соединяется понятие о сохранении чести носимого мундира. Студенты, резко отличаясь тогда от воспитанников средних учебных заведений и почитая себя как бы в службе, имели бы новое побуждение удерживаться от поступков, несогласных с правилами благовоспитанности и приличия». Император выразил согласие, и «Правила о форме университетских студентов» были утверждены (12 (24) апреля 1837) разосланы по учебным округам. Правилами узаконивалось ношение студентами треугольных шляп и шпаг без темляка, а также ношение летом белых брюк и отдание чести генералам, наравне с военными офицерами.
В начале царствования Александра II были утверждены правила (8 (20) марта 1856), которые действовали почти в течение 50 лет, определяя систему гражданской форменной одежды второй половины XIX века. Для повседневной работы вместо неудобного мундира был введён мундирный фрак (с круглой шляпой) или двубортный сюртук на шесть пуговиц. К сюртукам полагались фуражки с суконными околышами «по цвету воротников на полукафтанах». Кокарда военного образца на шляпе была заменена круглой, меньшего размера. Впервые в общем порядке регламентировалась и верхняя одежда: пальто (плащ), носившиеся обыкновенно с фуражкой, и шинель, более удобная для надевания на парадную форму. Александр II разрешил не носить студенческую форму в стенах университета, за исключением особо торжественных случаев (1862).
В 1885 году Министерством народного образования было вновь введено обязательное ношение студентами форменного мундира, а за нарушение этого требования налагалось серьёзное наказание. В российских университетах за соблюдением студентами правил ношения мундира следила университетская инспекция. Согласно студенческим воспоминаниям того времени, субинспекторы университета обязаны были являться на премьеры в московских театрах лишь с одной целью — убедиться, что все студенты, посещавшие публичные места во внеурочное время, одеты по всей форме. «Мундирный вопрос» долгое время служил одной из причин напряжённости между студентами и властями.
Мундиры гражданских чиновников (в том числе и Министерства народного просвещения) были отменены после 1917 года.

## Профессора и кураторы
Кураторы Императорского Московского университета
Куратор — высшая административная должность в Императорском Московском университете в XVIII веке. Согласно проекту об основании Московского университета (1755) на должность куратора, по примеру европейских университетов, назначались «одна или две из знатнейших особ, которые бы весь корпус в своём усмотрении имели и о случающихся нуждах его докладывали». Первым куратором стал основатель Московского университета И. И. Шувалов.
По сложившейся в XVIII веке практике управления Московским университетом куратору принадлежало высшее право решения по всем внутриуниверситетским делам, в частности, приглашение профессоров и утверждение в университетских должностях, назначение жалования, учреждение учёных обществ при университете, контроль за чтением лекций и успеваемостью студентов, командирование университетских учёных за границу. Куратор мог присутствовать на заседаниях Конференции, торжественных актах в университете, на экзаменах, диспутах, проверять условия жизни казённокоштных студентов и проч. Куратор также инициировал пожертвования дворянства на университет, принимал участие в организации строительства новых зданий, закупки книг, оборудования, коллекций для университетских музеев.
Во второй половине XVIII века должность куратора фактически была пожизненной, поэтому их численность могло одновременно достигать 3-х человек, из которых только один (как правило, самый младший по времени назначения) реально участвовал в управлении университетом. С середины 1780-х годов этот порядок начал нарушаться, что возбуждало конфликты кураторов между собой, особенно обострившиеся в первые годы XIX века, когда кураторов в Московском университете стало уже четверо, и возникла даже идея выработки ими совместных решений в особой «Коллегии кураторов». 21 ноября 1803 года в ходе университетской реформы все кураторы были уволены из Московского университета, а сама должность куратора упразднена, после чего высшим административным постом в университетах стала должность попечителя.
Кураторы Московского университета:
- И. И. Шувалов (1755—1797),
- Л. Л. Блюментрост (1755),
- Ф. П. Веселовский (1760—1762),
- В. Е. Адодуров (1762—1778),
- И. И. Мелиссино (1771—1795),
- М. М. Херасков (1778—1802),
- Ф. Н. Голицын (1796—1803),
- П. И. Голенищев-Кутузов (1798—1803),
- М. И. Коваленский (1801—1803).

## Директора, ректоры и почётные члены
Директора (1755—1803)
- Аргамаков, Алексей Михайлович (1755—1757)
- Мелиссино, Иван Иванович (1757—1763)
- Херасков, Михаил Матвеевич (1763—1770)
- Тейльс, Антон Антонович[54] (1770—1771)
- Приклонский, Михаил Васильевич (1771—1784)
- Фонвизин, Павел Иванович (1784—1796)
- Тургенев, Иван Петрович (1796—1803)

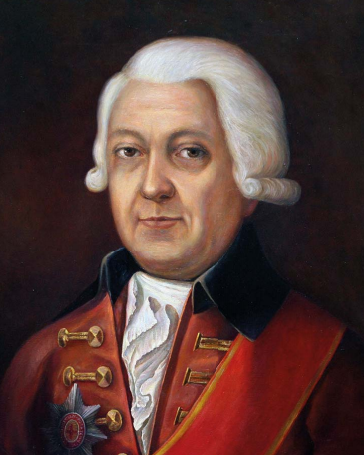
Иван Иванович Мелиссино
Михаил Матвеевич Херасков
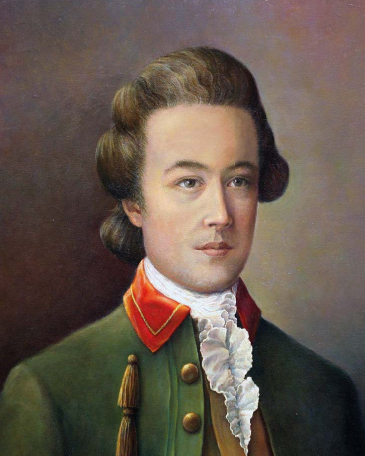
Иван Петрович Тургенев

Ректоры (1803—1917)
- Чеботарёв, Харитон Андреевич (1803—1805)
- Страхов, Пётр Иванович (1805—1807)
- Баузе, Фёдор Григорьевич (1807—1808)
- Гейм, Иван Андреевич (1808—1819)
- Антонский-Прокопович, Антон Антонович (1819—1826)
- Двигубский, Иван Алексеевич (1826—1833)
- Болдырев, Алексей Васильевич (1833—1836)
- Каченовский, Михаил Трофимович (1837—1842)
- Альфонский, Аркадий Алексеевич (1842—1848)
- Перевощиков, Дмитрий Матвеевич (1848—1850)
- Альфонский, Аркадий Алексеевич (1850—1863)
- Баршев, Сергей Иванович (1863—1870)
- Соловьёв, Сергей Михайлович (1871—1877)
- Тихонравов, Николай Саввич (1877—1883)
- Боголепов, Николай Павлович (1883—1887)
- Иванов, Гавриил Афанасьевич (1887—1891)
- Боголепов, Николай Павлович (1891—1893)
- Некрасов, Павел Алексеевич (1893—1898)
- Зверев, Николай Андреевич (1898)
- Зёрнов, Дмитрий Николаевич (1898—1899)
- Тихомиров, Александр Андреевич (1899—1904)
- Лахтин, Леонид Кузьмич (1904—1905)
- Трубецкой, Сергей Николаевич (1905)
- Мануйлов, Александр Аполлонович (1905—1911)
- Любавский, Матвей Кузьмич (1911—1917)

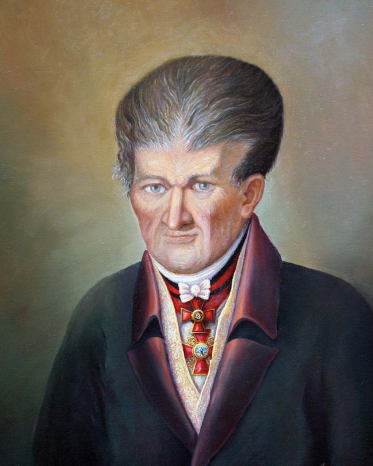
Иван Андреевич Гейм
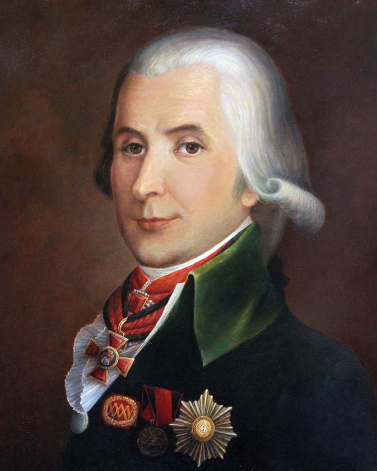
Антон Антонович Прокопович-Антонский
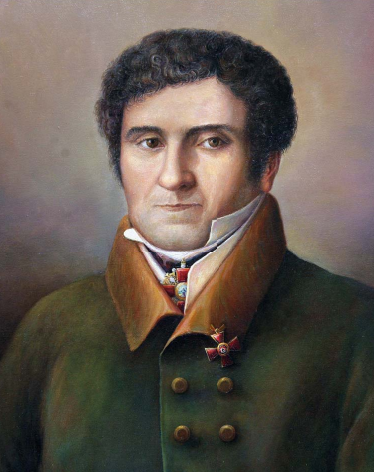
Иван Алексеевич Двигубский
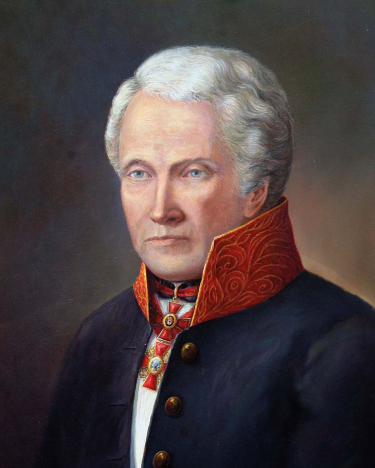
Михаил Трофимович Каченовский
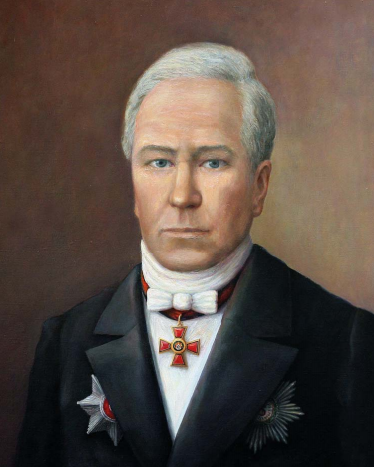
Аркадий Алексеевич Альфонский
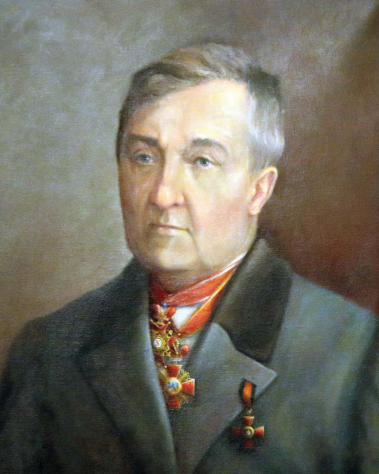
Дмитрий Матвеевич Перевощиков
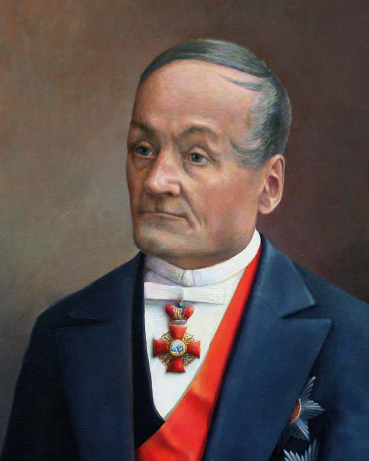
Сергей Иванович Баршев
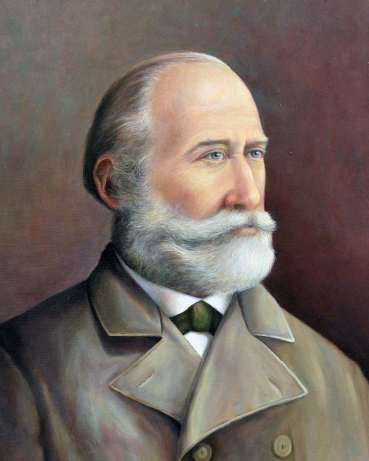
Сергей Михайлович Соловьёв
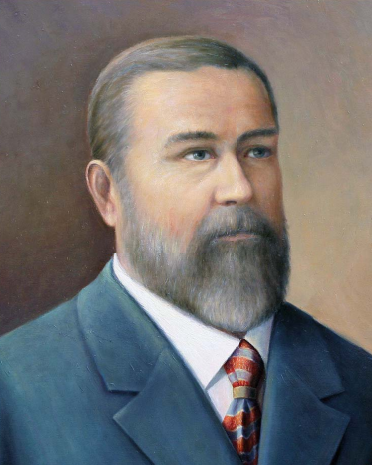
Николай Саввич Тихонравов
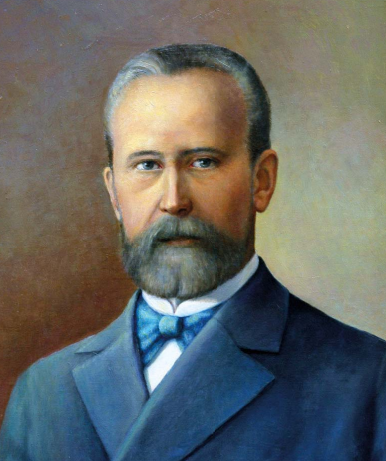
Николай Павлович Боголепов
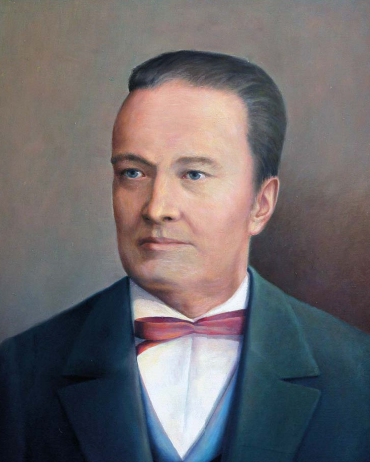
Гавриил Афанасьевич Иванов
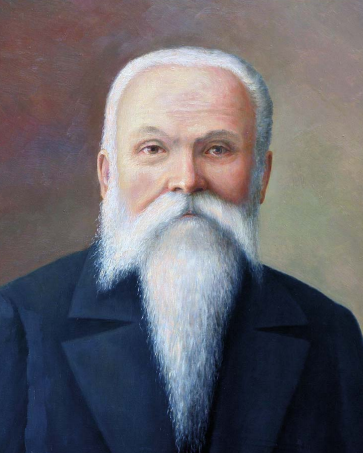
Павел Алексеевич Некрасов
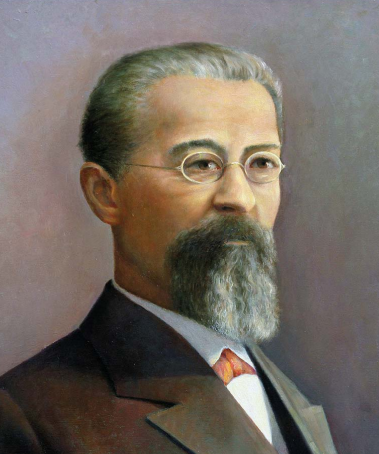
Николай Андреевич Зверев
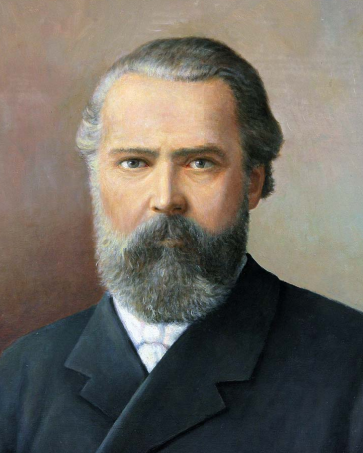
Дмитрий Николаевич Зёрнов
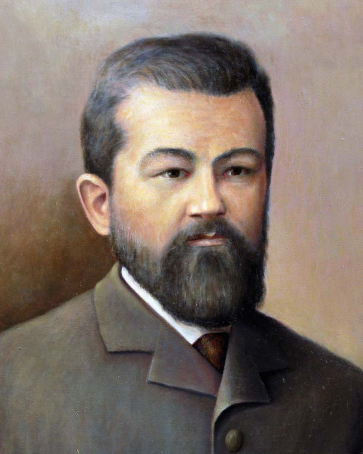
Александр Андреевич Тихомиров
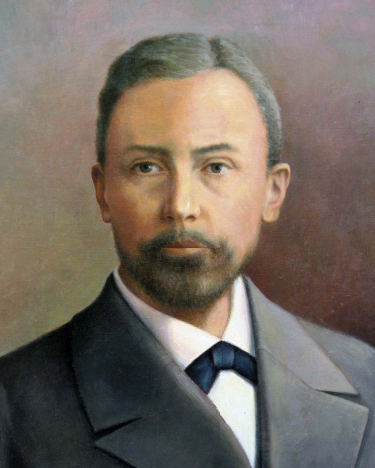
Леонид Кузьмич Лахтин
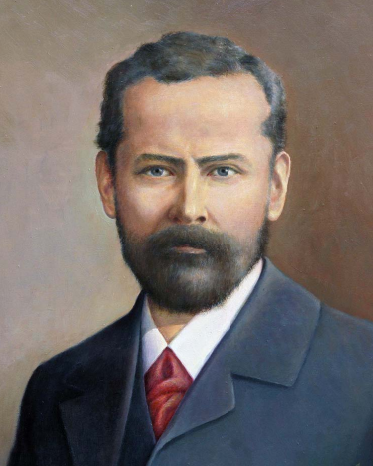
Сергей Николаевич Трубецкой
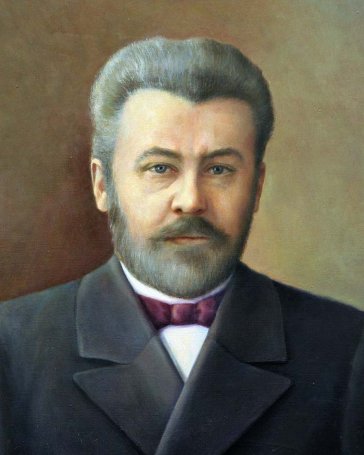
Александр Аполлонович Мануйлов
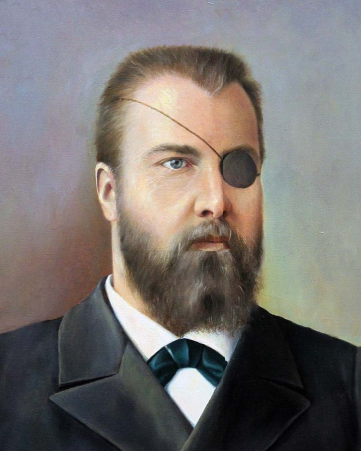
Матвей Кузьмич Любавский

Почётные члены
Почётный член университета — почётное звание, присваиваемое в знак признания особых заслуг в области науки и просвещения, было введено Уставом 1804 года. Университет получил право удостаивать этим званием людей, «прославившихся учением и дарованиями, как из природных россиян, так и из иностранцев».
Четверо иностранных почётных членов (по одному на каждый факультет) по представлению Совета университета должны были получать ежегодное жалование и вести с университетом переписку, сообщая о европейских научных достижениях и выполняя различные поручения университета за границей. Одним из первых почётных членов среди россиян был избран меценат П. Г. Демидов. Среди иностранцев почётными членами в 1804 году были избраны выдающиеся немецкие писатели: И. В. Гёте, Ф. Шиллер и К. М. Виланд. В XIX веке звания почётных членов были удостоены многие профессора Московского университета. Это звание получили попечители Московского университета (после ухода с должности), известные русские писатели, учёные и общественные деятели, видные государственные деятели, видные церковные деятели XIX века. В почётные члены Московского университета избирались также крупные иностранные учёные. Это звание принял ряд коронованных особ, а также наследники российского престола и несколько членов российского Императорского дома.
Звание почётного члена присваивалось в Императорском Московском университете до 1917 года.

## Университетские общества
После разрешения российским университетам создавать учёные (научные) общества, при ИМУ были образованы:
- Акушерско-гинекологическое общество
- Вольное российское собрание
- Дружеское учёное общество
- Историко-филологическое общество
- Историческое общество при Московском университете
- Московское венерологическое и дерматологическое общество
- Московское гигиеническое общество
- Московское математическое общество
- Московское общество бывших университетских воспитанников
- Московское общество детских врачей
- Московское общество испытателей природы (МОИП)
- Московское общество любителей астрономии
- Московское общество истории и древностей Российских
- Московское общество невропатологов и психиатров
- Московское общество патологов
- Московское отоларингологическое общество
- Московское психологическое общество
- Московское терапевтическое общество
- Московское хирургическое общество
- Московское юридическое общество
- Общество для пособия нуждающимся студентам
- Общество имени А. И. Чупрова для разработки общественных наук
- Общество истории и древностей российских
- Общество любителей естествознания, антропологии и этнографии
- Общество любителей российской словесности
- Общество любителей российской учёности
- Общество содействия успехам опытных наук и их практических применений
- Педагогическое общество
- Статистическое общество
- Собрание университетских питомцев
- Физико-медицинское общество

## Благотворительность и меценатство
Московский университет все годы своего существования пользовался любовью и поддержкой значительной частью российского общества. Одно из ярких подтверждений тому — благотворительное участие в его становлении и развитии многих людей, представляющих различные классы и сословия, которые жертвовали денежные средства и земельные участки, собрания книг и коллекции медалей, утверждали стипендии для «неимущих» студентов, открывали общежития и столовые.
Государственное финансирование университетов не покрывало постоянно растущие потребности университетов. Средства Московского университета во второй половине XIX века из тёх основных источников:
- штатных сумм, выделяемых Министерством народного просвещения;
- платы, взимаемой со студентов за слушание лекций;
- процентов с благотворительных капиталов, имеющихся у университета.

Эти источники в приходной части сумм Московского университета выглядели следующим образом (в тыс. рублей):
|                          | 1876 год | 1882 год | 1895 год |
| ------------------------ | -------- | -------- | -------- |
| Штатные                  | 478,5    | 513,8    | 977,2    |
| Сборы за слушание лекций | 49,5     | 90,6     | 178,4    |
| Пожертвованные           | 143,3    | 403,3    | 2595,4   |

Из приведённых ниже данных видно, как менялось соотношение между количеством казённых и благотворительных стипендий в университете в последнее десятилетие XIX — первое десятилетие XX века:
| Стипендии                    | 1879 год | 1882 год | 1895 год | 1908 год | 1912 год |
| ---------------------------- | -------- | -------- | -------- | -------- | -------- |
| Государственные              | 254      | 191      | 171      | 162      | 214      |
| Разных ведомств и учреждений | 70       | 96       | 163      | 122      | 174      |
| Благотворительные            | 162      | 169      | 283      | 642      | 725      |

## Юбилеи Московского университета
Традиции празднования юбилеев Московского университета восходят к XVIII веку. В Императорском Московском университете торжественно отмечались его 25-, 50-, 100-летние юбилеи. По политическим причинам в стенах Московского университета не состоялось празднование 150-летия университета, а его 175-летний юбилей был широко отмечен в кругах русской эмиграции.
25-летие Московского университета
Двадцатипятилетний юбилей Московского университета (24.04.1780). Торжества, приуроченные к годовщине инаугурации университета, были соединены с празднеством дня рождения императрицы Екатерины II и великого князя Константина Павловича. В праздновании принимал участие генерал-губернатор Москвы и другие представители высшей военной и гражданской власти города.
50-летие Московского университета
Пятидесятилетний юбилей Московского университета (30.06.1805). Предварительно по городу были разосланы ко всем «любителям наук» официальные приглашения на латинском и русском языках. В 8 часов приглашённые собрались в Актовом зале университета, откуда процессия направилась к университетской церкви. Была совершена торжественная литургия и благодарственный молебен. Юбилейный торжественный акт в университете начался в 5 часов пополудни с исполнения студентами «Хора благодарных московских муз к августейшим своим питателям и покровителям». С речами выступили профессора, представлявшие все четыре отделения университета (нравственно-политического, физико-математического, медицинского и словесного). В конце Акта состоялись производства в учёные степени и награждения отличившихся студентов. Вечером большое число москвичей было привлечено к стенам университета грандиозной иллюминацией.
100-летие Московского университета
Столетний юбилей Московского университета (12.01—16.01.1855). Праздник впервые состоялся в Татьянин день, положив начало традиции его регулярного празднования студентами. Подготовка к юбилею заняла несколько лет. Разрешение провести юбилейные торжества в Москве было получено в 1849 году, а в 1851 году император Николай I одобрил программу торжеств, представленную на его рассмотрение министром народного просвещения. Программа включала подготовку к печати ряда юбилейных изданий, торжественный молебен в университетской домовой церкви, торжественное собрание, включающее чтение приветственных адресов и поздравлений. Акт с выступлением ректора и рядом научных докладов, вручение дипломов окончившим курс студентам и торжественный банкет.
Для реализации этой программы Совет университета учредил особый комитет под председательством ректора А. А. Альфонского, в составе профессоров С. М. Соловьёва, С. П. Шевырёва, Н. Б. Анке, Ф. И. Буслаева, О. М. Бодянского, Т. Н. Грановского, Н. Е. Зёрнова, Ф. Л. Морошкина, Г. Е. Щуровского и адъюнкта И. Д. Беляева.
Комитет поручил профессору С. П. Шевырёву составить «Историю Императорского Московского университета» и возглавить работу по составлению «Биографического словаря профессоров и преподавателей Московского университета за первое столетие его существования», а также «Биографического словаря воспитанников Московского университета».
Была проведена реставрация университетского храма Святой Татианы.
Для участия в юбилейных торжествах в Москву съехались со всей России многочисленные официальные и неофициальные делегации из различных научных, учебных, просветительских учреждений, просто бывшие питомцы и выпускники Московского университета (актовый зал университета не смог вместить ималой доли желающих). К 10 часам первого дня празднования (12.01.1855) в университетской церкви стали собираться члены официальных делегаций, приглашённые на юбилей. Богослужение совершил московский митрополит. Торжественный акт состоялся в 7 часов вечера. Здание университета в эти дни было прекрасно иллюминировано. В Актовом зале университета собрались практически все начальствующие лица Москвы, духовенство, члены официальных делегаций. Из-за обилия гостей лишь немногим профессорам и студентам удалось попасть в зал. Места были оставлены только для особых делегатов от профессоров и студентов.
Торжества продолжились (14.01.1855) большим общеуниверситетским банкетом, который официально назывался «Семейная университетская трапеза». Столы на две тысячи персон были накрыты в Актовом зале Старого здания и примыкавшим к нему помещениях Библиотеки и Минералогического кабинета. Присутствовал весь профессорский состав университета и его руководство, члены их семей, 1089 студентов университета, выпускники и многочисленные гости.
Университету было подарено множество допожарных раритетов, в числе которых было 15-томное «снегиревское собрание» (протоколы конференции университета) и 7 томов «рассуждений» и речей профессоров — документы, вывезенные И. М. Снегиревым при бегстве из Москвы в 1812 году.
150-летие Московского университета
Стопятидесятилетний юбилей Московского университета (12.01.1905) вошёл в историю, как «несостоявшийся», главной причиной чего являлись опасения повторения массовых студенческих выступлений, характерных для университета рубежа XIX—XX в.в.
В 1898 году Московский университет обратился с ходатайством в Министерство народного просвещения о разрешении отпраздновать 150-летний юбилей университета, но получил отказ из-за отсутствия в российском законодательстве нормы, разрешающей проводить официально юбилеи «некруглых дат». Университету было указано, что в связи с развернувшимися на Большой Никитской улице возведением новых корпусов университета, а также начавшейся реставрацией корпусов университета на Моховой улице проведение праздничных торжеств невозможно, по крайней мере до окончания строительства. На последующую просьбу разрешить празднование Юбилея с отсрочкой на несколько лет (до окончания строительных работ) был вновь получен отказ.
175-летие Московского университета
Стосемидесятипятилетний юбилей Московского университета (25.01.1930) был отмечен в СССР статьями, посвящёнными реорганизации МГУ, где высказывались сомнения в целесообразности дальнейшего существования университета и раздавались призывы к его полной ликвидации. Однако традиции Московского университета поддерживались в среде русской эмиграции. По инициативе Общества бывших воспитанников Императорского Московского университета в Париже был образован (13.05.1929) Юбилейный комитет.